# Plesiosauria
De Plesiosauria zijn een groep van uitgestorven in zee levende reptielen, behorend tot de Sauropterygia.
De Plesiosauria ontstonden vermoedelijk op het eind van het Trias, zo'n 210 miljoen jaar geleden, als een deelgroep van de Pistosauria. De oudste bekende fossielen stammen uit het vroege Jura. In de periode dat de dinosauriërs over het land heersten, behoorden de plesiosauriërs samen met de Ichthyosauria tot de belangrijkste zeeroofdieren. Er ontwikkelden zich tijdens het Jura en Krijt enkele duizenden soorten waarvan de meeste maar een paar miljoen jaar bestonden. Net als bijna alle grote dieren van hun tijd stierven de Plesiosauria als groep uit aan het einde van het Krijt, ongeveer 66 miljoen jaar geleden.
Plesiosauriërs behoorden tot de eerste reptielen waarvan fossielen onderzocht werden. In het begin van de negentiende eeuw werden de geleerden zich bewust hoe afwijkend hun bouw was. In 1835 kreeg de groep haar naam die 'de Sauria [in ontwikkeling] naderend' betekent. De laatste jaren zijn er veel nieuwe vondsten gedaan zodat nu een kleine honderd soorten ontdekt zijn en meer bekend werd over hun bouw, verwantschappen en levenswijze.
De Plesiosauria hadden een lange nek, een brede romp en een korte staart. Het lichaam werd voortgestuwd door de vier lange ledematen die weer in een soort vinnen veranderd waren. De schoudergordel en het bekken hadden de vorm van platte, aan de onderkant van de romp liggende, beenplaten waaraan krachtige spieren gehecht waren. Die konden de vinnen op en neer bewegen zodat het dier een vliegende beweging door het water maakte. Hun huid was niet geschubd maar betrekkelijk glad om de drukweerstand bij het zwemmen te verlagen. De plesiosauriërs ademden lucht met hun longen en waren vermoedelijk warmbloedig. Plesiosauriërs legden geen eieren meer maar waren levendbarend waarbij ze hun jongen in zee baarden.
Er bestonden bij de Plesiosauria twee belangrijke bouwtypen. 'Plesiosauromorfe' soorten hadden een kleine kop en een, soms extreem, lange en stijve nek. Ze zwommen relatief langzaam en vingen kleine vissen, inktvissen en bodemdieren. 'Pliosauromorfe' soorten hadden een grote kop met krachtige tanden en een korte nek. Ze zwommen sneller en joegen op grotere zeedieren. Sommige korthalzige soorten werden zeventien meter lang. Modern onderzoek naar de onderlinge verwantschappen van de plesiosauriërs duidt op de mogelijkheid dat in de meeste ruimere deelgroepen wel soorten met een korte nek voorkwamen. In dat geval waren deze soorten niet allemaal speciaal aan elkaar verwant zoals vroeger werd aangenomen.

## Definitie

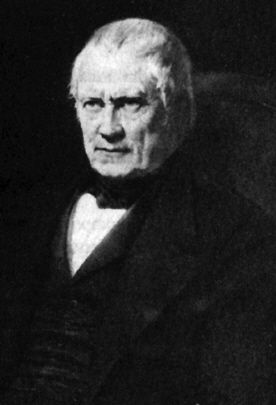
In de tijd van de Blainville definieerde men diergroepen niet begripsmatig maar door een opsomming

Toen de Plesiosauria in 1835 door Henri Marie Ducrotay de Blainville als een orde benoemd werden, gaf hij daar niet ook meteen een definitie van. Er was toen maar een klein aantal plesiosauriërs bekend. Die leken allemaal sterk op elkaar en verschilden duidelijk in bouw van andere dieren. Een gelijkenis in vorm was voldoende om tot de plesiosauriërs gerekend te worden en er bestond nooit onzekerheid of zo'n identificatie correct was. Daarbij werd in die tijd de mogelijkheid van een evolutie maar door weinig wetenschappers als reëel gezien. Men nam algemeen aan dat er strikte grenzen waren tussen de verschillende diergroepen.
Tegenwoordig wordt begrepen dat diergroepen ontstaan zijn doordat ze zich in een proces van geleidelijke evolutie binnen — niet: "van", want ze blijven ertoe behoren — ruimere groepen hebben afgesplitst. Vanwege die geleidelijkheid kan alleen door een exacte definitie te geven een diergroep begripsmatig strikt van andere groepen worden onderscheiden. In zo'n definitie moet een punt van afsplitsing worden aangegeven. Zo'n punt komt overeen met een vooroudersoort waarvan alle afstammelingen de leden van de te definiëren groep vormen. Zo'n groep heet een clade ofwel aftakking. In de moderne fylogenie, de studie naar de feitelijke evolutionaire verwantschappen van diergroepen, zijn er twee belangrijke manieren om een clade te definiëren. De eerste is dat men de laatste gemeenschappelijke voorouder van twee belangrijke deelgroepen als vooroudersoort neemt. De tweede manier is dat men de clade laat bestaan uit alle soorten die nauwer verwant zijn aan een bepaalde afstammeling dan aan een zustergroep die men juist van de clade wil uitsluiten. Het voordeel van beide methoden is dat men geen concrete voorouder hoeft aan te wijzen. Die zal zelden teruggevonden zijn en mocht men hem vinden dan valt niet te bewijzen dat hij inderdaad de voorouder is.
Beide methoden zijn ook op de Plesiosauria toegepast. Traditioneel worden in deze groep twee belangrijke deelgroepen onderscheiden, de Plesiosauroidea en de Pliosauroidea. In 2008 definieerden Patrick Druckenmiller en Anthony Russell de Plesiosauria als de groep bestaande uit de laatste gemeenschappelijke voorouder van Plesiosaurus dolichocheirus en Peloneustes philarchus; en al zijn afstammelingen. Plesiosaurus en Peloneustes functioneerden hier als vertegenwoordigers van respectievelijk de Plesiosauroidea en de Pliosauroidea. Deze soorten werden om historische redenen gekozen; het hadden ook willekeurige andere uit hun deelgroepen kunnen zijn.
Deze definitie heeft het voordeel dat ze goed aansluit bij de traditionele indeling binnen de Plesiosauria. Er is echter ook een nadeel: soorten die sterk op plesiosauriërs lijken maar toevallig net onder de vooroudersoort in de stamboom staan, meer "basaal" zijn, worden uitgesloten. De tweede methode heeft dat nadeel niet en werd daarom in 2010 toegepast door Hilary Ketchum en Roger Benson. Ze definieerden de Plesiosauria als de groep bestaande uit Plesiosaurus dolichodeirus en Pliosaurus brachydeirus en alle soorten die nauwer verwant zijn aan Plesiosaurus en Pliosaurus dan aan Augustasaurus hagdorni. Plesiosaurus en Pliosaurus zijn de vertegenwoordigers van respectievelijk de Plesiosauroidea en de Pliosauroidea; Augustasaurus vertegenwoordigt de tak die men er per se niet bij wil hebben. Deze tweede definitie zou op hetzelfde neerkomen als alleen Plesiosaurus of Pliosaurus als uitgangspunt was genomen: dat beide vermeld worden, heeft in dit geval alleen ten doel de definitie ongeldig te maken indien, anders dan men zeker meende te weten, Augustasaurus achteraf geen zustergroep blijkt te vormen maar aan een van beiden nauwer verwant is. Hoewel door de lichaamsbouw gemotiveerd, laat ook de tweede definitie die bouw niet bepalen of een dier tot de Plesiosauria behoort; niet een bepaald kenmerk maar alleen de afstamming maakt een soort tot een plesiosauriër.

## Indeling

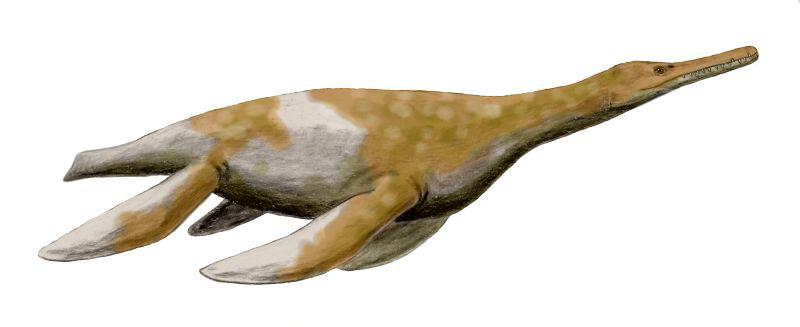
Trinacromerum heeft een korte nek: het is dus een "pliosauromorfe" soort maar behoort als polycotylide misschien wel tot de Plesiosauroidea

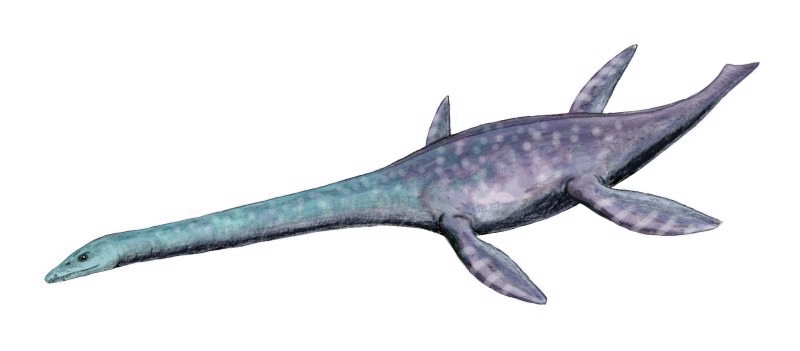
Attenborosaurus heeft een lange nek en is dus een "plesiosauromorfe" vorm maar is desalniettemin geen plesiosauroïde

De Plesiosauria werden traditioneel ingedeeld in twee onderorden: de Pliosauroidea die werden gekenmerkt door een korte nek en de Plesiosauroidea die een lange nek bezaten. Deze indeling ging niet uit van de echte verwantschap tussen de verschillende deelgroepen waaruit de Plesiosauria bestaan. Tegenwoordig wordt onderkend dat het eigenlijk puur een rangschikking naar vorm was. Beide vormtypen worden nu dan ook als zodanig aangeduid: men spreekt van 'plesiosauromorfe' soorten als die een lange nek hadden en 'pliosauromorfe' soorten bij het bezit van een korte nek, zonder dat er een pretentie van verwantschap is. De namen Plesiosauroidea en Pliosauroidea zijn echter niet verlaten en leven voort als claden. Modern onderzoek toonde namelijk aan dat de meeste langhalzige en de meeste korthalzige soorten toch onderling het nauwst verwant zijn. Er zijn twee belangrijke uitzonderingen. Hoewel de leden van de Polycotylidae en de verwante Leptocleididae grotendeels korte nekken hadden, moeten ze volgens sommige analyses tot de Plesiosauroidea gerekend worden. En volgens de definitie van Plesiosauria in de zin van Ketchum & Benson is er noodzakelijkerwijs een stam van basale soorten die Plesiosauroidea noch Pliosauroidea zijn. Daartoe zouden volgens een analyse van Benson uit 2012 de complete Rhomaleosauridae kunnen behoren, een kortnekkige groep, zodat de Pliosauroidea tot de Pliosauridae zelf worden ingekrompen — in welke groep overigens ook mogelijk een enkele langhalzige vorm voorkomt, zoals Attenborosaurus. De Plesiosauria sensu Druckenmiller & Russell, dus de groep van de Plesiosauroidea plus de Pliosauroidea, hebben bij Ketchum & Benson een aparte naam: de Neoplesiosauria.
De belangrijkste deelgroepen kunnen volgens de traditionele indeling als volgt bij de twee hoofdgroepen worden ondergebracht:
- Plesiosauria
  - Plesiosauroidea
    - Plesiosauridae
    - Cimoliasauridae
    - Aristonectidae
    - Cryptoclididae
    - Elasmosauridae
    - Tricleididae

  - Pliosauroidea
    - Pliosauridae
    - Rhomaleosauridae
    - Polycotylidae
    - Leptocleididae

De bovenstaande opsomming geeft echter slechts zeer ten dele de ware verwantschappen weer. Daaraan kan slechts recht worden gedaan door de verschillende groepen te rangschikken in een stamboom die de evolutie van de plesiosauriërs afbeeldt. De stamboom volgens de studie van Benson uit 2012 geeft het volgende kladogram:
|              | Cryptoclididae                                                   |
|              |                                                                  |
| Leptocleidia | \| \| Leptocleididae \| \| \| \| \| \| Polycotylidae \| \| \| \| |
|              | \| \| Leptocleididae \| \| \| \| \| \| Polycotylidae \| \| \| \| |
|              | Leptocleididae                                                   |
|              |                                                                  |
|              | Polycotylidae                                                    |
|              |                                                                  |

|  | Leptocleididae |
|  |                |
|  | Polycotylidae  |
|  |                |

|              | Cryptoclididae                                                   |
|              |                                                                  |
| Leptocleidia | \| \| Leptocleididae \| \| \| \| \| \| Polycotylidae \| \| \| \| |
|              | \| \| Leptocleididae \| \| \| \| \| \| Polycotylidae \| \| \| \| |
|              | Leptocleididae                                                   |
|              |                                                                  |
|              | Polycotylidae                                                    |
|              |                                                                  |

|  | Leptocleididae |
|  |                |
|  | Polycotylidae  |
|  |                |

|              | Cryptoclididae                                                   |
|              |                                                                  |
| Leptocleidia | \| \| Leptocleididae \| \| \| \| \| \| Polycotylidae \| \| \| \| |
|              | \| \| Leptocleididae \| \| \| \| \| \| Polycotylidae \| \| \| \| |
|              | Leptocleididae                                                   |
|              |                                                                  |
|              | Polycotylidae                                                    |
|              |                                                                  |

|  | Leptocleididae |
|  |                |
|  | Polycotylidae  |
|  |                |

|              | Cryptoclididae                                                   |
|              |                                                                  |
| Leptocleidia | \| \| Leptocleididae \| \| \| \| \| \| Polycotylidae \| \| \| \| |
|              | \| \| Leptocleididae \| \| \| \| \| \| Polycotylidae \| \| \| \| |
|              | Leptocleididae                                                   |
|              |                                                                  |
|              | Polycotylidae                                                    |
|              |                                                                  |

|  | Leptocleididae |
|  |                |
|  | Polycotylidae  |
|  |                |

|              | Cryptoclididae                                                   |
|              |                                                                  |
| Leptocleidia | \| \| Leptocleididae \| \| \| \| \| \| Polycotylidae \| \| \| \| |
|              | \| \| Leptocleididae \| \| \| \| \| \| Polycotylidae \| \| \| \| |
|              | Leptocleididae                                                   |
|              |                                                                  |
|              | Polycotylidae                                                    |
|              |                                                                  |

|  | Leptocleididae |
|  |                |
|  | Polycotylidae  |
|  |                |

|              | Cryptoclididae                                                   |
|              |                                                                  |
| Leptocleidia | \| \| Leptocleididae \| \| \| \| \| \| Polycotylidae \| \| \| \| |
|              | \| \| Leptocleididae \| \| \| \| \| \| Polycotylidae \| \| \| \| |
|              | Leptocleididae                                                   |
|              |                                                                  |
|              | Polycotylidae                                                    |
|              |                                                                  |

|  | Leptocleididae |
|  |                |
|  | Polycotylidae  |
|  |                |

|              | Cryptoclididae                                                   |
|              |                                                                  |
| Leptocleidia | \| \| Leptocleididae \| \| \| \| \| \| Polycotylidae \| \| \| \| |
|              | \| \| Leptocleididae \| \| \| \| \| \| Polycotylidae \| \| \| \| |
|              | Leptocleididae                                                   |
|              |                                                                  |
|              | Polycotylidae                                                    |
|              |                                                                  |

|  | Leptocleididae |
|  |                |
|  | Polycotylidae  |
|  |                |

|              | Cryptoclididae                                                   |
|              |                                                                  |
| Leptocleidia | \| \| Leptocleididae \| \| \| \| \| \| Polycotylidae \| \| \| \| |
|              | \| \| Leptocleididae \| \| \| \| \| \| Polycotylidae \| \| \| \| |
|              | Leptocleididae                                                   |
|              |                                                                  |
|              | Polycotylidae                                                    |
|              |                                                                  |

|  | Leptocleididae |
|  |                |
|  | Polycotylidae  |
|  |                |

|              | Cryptoclididae                                                   |
|              |                                                                  |
| Leptocleidia | \| \| Leptocleididae \| \| \| \| \| \| Polycotylidae \| \| \| \| |
|              | \| \| Leptocleididae \| \| \| \| \| \| Polycotylidae \| \| \| \| |
|              | Leptocleididae                                                   |
|              |                                                                  |
|              | Polycotylidae                                                    |
|              |                                                                  |

|  | Leptocleididae |
|  |                |
|  | Polycotylidae  |
|  |                |

|              | Cryptoclididae                                                   |
|              |                                                                  |
| Leptocleidia | \| \| Leptocleididae \| \| \| \| \| \| Polycotylidae \| \| \| \| |
|              | \| \| Leptocleididae \| \| \| \| \| \| Polycotylidae \| \| \| \| |
|              | Leptocleididae                                                   |
|              |                                                                  |
|              | Polycotylidae                                                    |
|              |                                                                  |

|  | Leptocleididae |
|  |                |
|  | Polycotylidae  |
|  |                |

|              | Cryptoclididae                                                   |
|              |                                                                  |
| Leptocleidia | \| \| Leptocleididae \| \| \| \| \| \| Polycotylidae \| \| \| \| |
|              | \| \| Leptocleididae \| \| \| \| \| \| Polycotylidae \| \| \| \| |
|              | Leptocleididae                                                   |
|              |                                                                  |
|              | Polycotylidae                                                    |
|              |                                                                  |

|  | Leptocleididae |
|  |                |
|  | Polycotylidae  |
|  |                |

|              | Cryptoclididae                                                   |
|              |                                                                  |
| Leptocleidia | \| \| Leptocleididae \| \| \| \| \| \| Polycotylidae \| \| \| \| |
|              | \| \| Leptocleididae \| \| \| \| \| \| Polycotylidae \| \| \| \| |
|              | Leptocleididae                                                   |
|              |                                                                  |
|              | Polycotylidae                                                    |
|              |                                                                  |

|  | Leptocleididae |
|  |                |
|  | Polycotylidae  |
|  |                |

|              | Cryptoclididae                                                   |
|              |                                                                  |
| Leptocleidia | \| \| Leptocleididae \| \| \| \| \| \| Polycotylidae \| \| \| \| |
|              | \| \| Leptocleididae \| \| \| \| \| \| Polycotylidae \| \| \| \| |
|              | Leptocleididae                                                   |
|              |                                                                  |
|              | Polycotylidae                                                    |
|              |                                                                  |

|  | Leptocleididae |
|  |                |
|  | Polycotylidae  |
|  |                |

|              | Cryptoclididae                                                   |
|              |                                                                  |
| Leptocleidia | \| \| Leptocleididae \| \| \| \| \| \| Polycotylidae \| \| \| \| |
|              | \| \| Leptocleididae \| \| \| \| \| \| Polycotylidae \| \| \| \| |
|              | Leptocleididae                                                   |
|              |                                                                  |
|              | Polycotylidae                                                    |
|              |                                                                  |

|  | Leptocleididae |
|  |                |
|  | Polycotylidae  |
|  |                |

|              | Cryptoclididae                                                   |
|              |                                                                  |
| Leptocleidia | \| \| Leptocleididae \| \| \| \| \| \| Polycotylidae \| \| \| \| |
|              | \| \| Leptocleididae \| \| \| \| \| \| Polycotylidae \| \| \| \| |
|              | Leptocleididae                                                   |
|              |                                                                  |
|              | Polycotylidae                                                    |
|              |                                                                  |

|  | Leptocleididae |
|  |                |
|  | Polycotylidae  |
|  |                |

|              | Cryptoclididae                                                   |
|              |                                                                  |
| Leptocleidia | \| \| Leptocleididae \| \| \| \| \| \| Polycotylidae \| \| \| \| |
|              | \| \| Leptocleididae \| \| \| \| \| \| Polycotylidae \| \| \| \| |
|              | Leptocleididae                                                   |
|              |                                                                  |
|              | Polycotylidae                                                    |
|              |                                                                  |

|  | Leptocleididae |
|  |                |
|  | Polycotylidae  |
|  |                |

|              | Cryptoclididae                                                   |
|              |                                                                  |
| Leptocleidia | \| \| Leptocleididae \| \| \| \| \| \| Polycotylidae \| \| \| \| |
|              | \| \| Leptocleididae \| \| \| \| \| \| Polycotylidae \| \| \| \| |
|              | Leptocleididae                                                   |
|              |                                                                  |
|              | Polycotylidae                                                    |
|              |                                                                  |

|  | Leptocleididae |
|  |                |
|  | Polycotylidae  |
|  |                |

|              | Cryptoclididae                                                   |
|              |                                                                  |
| Leptocleidia | \| \| Leptocleididae \| \| \| \| \| \| Polycotylidae \| \| \| \| |
|              | \| \| Leptocleididae \| \| \| \| \| \| Polycotylidae \| \| \| \| |
|              | Leptocleididae                                                   |
|              |                                                                  |
|              | Polycotylidae                                                    |
|              |                                                                  |

|  | Leptocleididae |
|  |                |
|  | Polycotylidae  |
|  |                |

|              | Cryptoclididae                                                   |
|              |                                                                  |
| Leptocleidia | \| \| Leptocleididae \| \| \| \| \| \| Polycotylidae \| \| \| \| |
|              | \| \| Leptocleididae \| \| \| \| \| \| Polycotylidae \| \| \| \| |
|              | Leptocleididae                                                   |
|              |                                                                  |
|              | Polycotylidae                                                    |
|              |                                                                  |

|  | Leptocleididae |
|  |                |
|  | Polycotylidae  |
|  |                |

|              | Cryptoclididae                                                   |
|              |                                                                  |
| Leptocleidia | \| \| Leptocleididae \| \| \| \| \| \| Polycotylidae \| \| \| \| |
|              | \| \| Leptocleididae \| \| \| \| \| \| Polycotylidae \| \| \| \| |
|              | Leptocleididae                                                   |
|              |                                                                  |
|              | Polycotylidae                                                    |
|              |                                                                  |

|  | Leptocleididae |
|  |                |
|  | Polycotylidae  |
|  |                |

|              | Cryptoclididae                                                   |
|              |                                                                  |
| Leptocleidia | \| \| Leptocleididae \| \| \| \| \| \| Polycotylidae \| \| \| \| |
|              | \| \| Leptocleididae \| \| \| \| \| \| Polycotylidae \| \| \| \| |
|              | Leptocleididae                                                   |
|              |                                                                  |
|              | Polycotylidae                                                    |
|              |                                                                  |

|  | Leptocleididae |
|  |                |
|  | Polycotylidae  |
|  |                |

|              | Cryptoclididae                                                   |
|              |                                                                  |
| Leptocleidia | \| \| Leptocleididae \| \| \| \| \| \| Polycotylidae \| \| \| \| |
|              | \| \| Leptocleididae \| \| \| \| \| \| Polycotylidae \| \| \| \| |
|              | Leptocleididae                                                   |
|              |                                                                  |
|              | Polycotylidae                                                    |
|              |                                                                  |

|  | Leptocleididae |
|  |                |
|  | Polycotylidae  |
|  |                |

|              | Cryptoclididae                                                   |
|              |                                                                  |
| Leptocleidia | \| \| Leptocleididae \| \| \| \| \| \| Polycotylidae \| \| \| \| |
|              | \| \| Leptocleididae \| \| \| \| \| \| Polycotylidae \| \| \| \| |
|              | Leptocleididae                                                   |
|              |                                                                  |
|              | Polycotylidae                                                    |
|              |                                                                  |

|  | Leptocleididae |
|  |                |
|  | Polycotylidae  |
|  |                |

|              | Cryptoclididae                                                   |
|              |                                                                  |
| Leptocleidia | \| \| Leptocleididae \| \| \| \| \| \| Polycotylidae \| \| \| \| |
|              | \| \| Leptocleididae \| \| \| \| \| \| Polycotylidae \| \| \| \| |
|              | Leptocleididae                                                   |
|              |                                                                  |
|              | Polycotylidae                                                    |
|              |                                                                  |

|  | Leptocleididae |
|  |                |
|  | Polycotylidae  |
|  |                |

|              | Cryptoclididae                                                   |
|              |                                                                  |
| Leptocleidia | \| \| Leptocleididae \| \| \| \| \| \| Polycotylidae \| \| \| \| |
|              | \| \| Leptocleididae \| \| \| \| \| \| Polycotylidae \| \| \| \| |
|              | Leptocleididae                                                   |
|              |                                                                  |
|              | Polycotylidae                                                    |
|              |                                                                  |

|  | Leptocleididae |
|  |                |
|  | Polycotylidae  |
|  |                |

|              | Cryptoclididae                                                   |
|              |                                                                  |
| Leptocleidia | \| \| Leptocleididae \| \| \| \| \| \| Polycotylidae \| \| \| \| |
|              | \| \| Leptocleididae \| \| \| \| \| \| Polycotylidae \| \| \| \| |
|              | Leptocleididae                                                   |
|              |                                                                  |
|              | Polycotylidae                                                    |
|              |                                                                  |

|  | Leptocleididae |
|  |                |
|  | Polycotylidae  |
|  |                |

|              | Cryptoclididae                                                   |
|              |                                                                  |
| Leptocleidia | \| \| Leptocleididae \| \| \| \| \| \| Polycotylidae \| \| \| \| |
|              | \| \| Leptocleididae \| \| \| \| \| \| Polycotylidae \| \| \| \| |
|              | Leptocleididae                                                   |
|              |                                                                  |
|              | Polycotylidae                                                    |
|              |                                                                  |

|  | Leptocleididae |
|  |                |
|  | Polycotylidae  |
|  |                |

|              | Cryptoclididae                                                   |
|              |                                                                  |
| Leptocleidia | \| \| Leptocleididae \| \| \| \| \| \| Polycotylidae \| \| \| \| |
|              | \| \| Leptocleididae \| \| \| \| \| \| Polycotylidae \| \| \| \| |
|              | Leptocleididae                                                   |
|              |                                                                  |
|              | Polycotylidae                                                    |
|              |                                                                  |

|  | Leptocleididae |
|  |                |
|  | Polycotylidae  |
|  |                |

|              | Cryptoclididae                                                   |
|              |                                                                  |
| Leptocleidia | \| \| Leptocleididae \| \| \| \| \| \| Polycotylidae \| \| \| \| |
|              | \| \| Leptocleididae \| \| \| \| \| \| Polycotylidae \| \| \| \| |
|              | Leptocleididae                                                   |
|              |                                                                  |
|              | Polycotylidae                                                    |
|              |                                                                  |

|  | Leptocleididae |
|  |                |
|  | Polycotylidae  |
|  |                |

|              | Cryptoclididae                                                   |
|              |                                                                  |
| Leptocleidia | \| \| Leptocleididae \| \| \| \| \| \| Polycotylidae \| \| \| \| |
|              | \| \| Leptocleididae \| \| \| \| \| \| Polycotylidae \| \| \| \| |
|              | Leptocleididae                                                   |
|              |                                                                  |
|              | Polycotylidae                                                    |
|              |                                                                  |

|  | Leptocleididae |
|  |                |
|  | Polycotylidae  |
|  |                |

|              | Cryptoclididae                                                   |
|              |                                                                  |
| Leptocleidia | \| \| Leptocleididae \| \| \| \| \| \| Polycotylidae \| \| \| \| |
|              | \| \| Leptocleididae \| \| \| \| \| \| Polycotylidae \| \| \| \| |
|              | Leptocleididae                                                   |
|              |                                                                  |
|              | Polycotylidae                                                    |
|              |                                                                  |

|  | Leptocleididae |
|  |                |
|  | Polycotylidae  |
|  |                |

|              | Cryptoclididae                                                   |
|              |                                                                  |
| Leptocleidia | \| \| Leptocleididae \| \| \| \| \| \| Polycotylidae \| \| \| \| |
|              | \| \| Leptocleididae \| \| \| \| \| \| Polycotylidae \| \| \| \| |
|              | Leptocleididae                                                   |
|              |                                                                  |
|              | Polycotylidae                                                    |
|              |                                                                  |

|  | Leptocleididae |
|  |                |
|  | Polycotylidae  |
|  |                |

|              | Cryptoclididae                                                   |
|              |                                                                  |
| Leptocleidia | \| \| Leptocleididae \| \| \| \| \| \| Polycotylidae \| \| \| \| |
|              | \| \| Leptocleididae \| \| \| \| \| \| Polycotylidae \| \| \| \| |
|              | Leptocleididae                                                   |
|              |                                                                  |
|              | Polycotylidae                                                    |
|              |                                                                  |

|  | Leptocleididae |
|  |                |
|  | Polycotylidae  |
|  |                |

|              | Cryptoclididae                                                   |
|              |                                                                  |
| Leptocleidia | \| \| Leptocleididae \| \| \| \| \| \| Polycotylidae \| \| \| \| |
|              | \| \| Leptocleididae \| \| \| \| \| \| Polycotylidae \| \| \| \| |
|              | Leptocleididae                                                   |
|              |                                                                  |
|              | Polycotylidae                                                    |
|              |                                                                  |

|  | Leptocleididae |
|  |                |
|  | Polycotylidae  |
|  |                |

|              | Cryptoclididae                                                   |
|              |                                                                  |
| Leptocleidia | \| \| Leptocleididae \| \| \| \| \| \| Polycotylidae \| \| \| \| |
|              | \| \| Leptocleididae \| \| \| \| \| \| Polycotylidae \| \| \| \| |
|              | Leptocleididae                                                   |
|              |                                                                  |
|              | Polycotylidae                                                    |
|              |                                                                  |

|  | Leptocleididae |
|  |                |
|  | Polycotylidae  |
|  |                |

|              | Cryptoclididae                                                   |
|              |                                                                  |
| Leptocleidia | \| \| Leptocleididae \| \| \| \| \| \| Polycotylidae \| \| \| \| |
|              | \| \| Leptocleididae \| \| \| \| \| \| Polycotylidae \| \| \| \| |
|              | Leptocleididae                                                   |
|              |                                                                  |
|              | Polycotylidae                                                    |
|              |                                                                  |

|  | Leptocleididae |
|  |                |
|  | Polycotylidae  |
|  |                |

|              | Cryptoclididae                                                   |
|              |                                                                  |
| Leptocleidia | \| \| Leptocleididae \| \| \| \| \| \| Polycotylidae \| \| \| \| |
|              | \| \| Leptocleididae \| \| \| \| \| \| Polycotylidae \| \| \| \| |
|              | Leptocleididae                                                   |
|              |                                                                  |
|              | Polycotylidae                                                    |
|              |                                                                  |

|  | Leptocleididae |
|  |                |
|  | Polycotylidae  |
|  |                |

|              | Cryptoclididae                                                   |
|              |                                                                  |
| Leptocleidia | \| \| Leptocleididae \| \| \| \| \| \| Polycotylidae \| \| \| \| |
|              | \| \| Leptocleididae \| \| \| \| \| \| Polycotylidae \| \| \| \| |
|              | Leptocleididae                                                   |
|              |                                                                  |
|              | Polycotylidae                                                    |
|              |                                                                  |

|  | Leptocleididae |
|  |                |
|  | Polycotylidae  |
|  |                |

|              | Cryptoclididae                                                   |
|              |                                                                  |
| Leptocleidia | \| \| Leptocleididae \| \| \| \| \| \| Polycotylidae \| \| \| \| |
|              | \| \| Leptocleididae \| \| \| \| \| \| Polycotylidae \| \| \| \| |
|              | Leptocleididae                                                   |
|              |                                                                  |
|              | Polycotylidae                                                    |
|              |                                                                  |

|  | Leptocleididae |
|  |                |
|  | Polycotylidae  |
|  |                |

|              | Cryptoclididae                                                   |
|              |                                                                  |
| Leptocleidia | \| \| Leptocleididae \| \| \| \| \| \| Polycotylidae \| \| \| \| |
|              | \| \| Leptocleididae \| \| \| \| \| \| Polycotylidae \| \| \| \| |
|              | Leptocleididae                                                   |
|              |                                                                  |
|              | Polycotylidae                                                    |
|              |                                                                  |

|  | Leptocleididae |
|  |                |
|  | Polycotylidae  |
|  |                |

|              | Cryptoclididae                                                   |
|              |                                                                  |
| Leptocleidia | \| \| Leptocleididae \| \| \| \| \| \| Polycotylidae \| \| \| \| |
|              | \| \| Leptocleididae \| \| \| \| \| \| Polycotylidae \| \| \| \| |
|              | Leptocleididae                                                   |
|              |                                                                  |
|              | Polycotylidae                                                    |
|              |                                                                  |

|  | Leptocleididae |
|  |                |
|  | Polycotylidae  |
|  |                |

|              | Cryptoclididae                                                   |
|              |                                                                  |
| Leptocleidia | \| \| Leptocleididae \| \| \| \| \| \| Polycotylidae \| \| \| \| |
|              | \| \| Leptocleididae \| \| \| \| \| \| Polycotylidae \| \| \| \| |
|              | Leptocleididae                                                   |
|              |                                                                  |
|              | Polycotylidae                                                    |
|              |                                                                  |

|  | Leptocleididae |
|  |                |
|  | Polycotylidae  |
|  |                |

|              | Cryptoclididae                                                   |
|              |                                                                  |
| Leptocleidia | \| \| Leptocleididae \| \| \| \| \| \| Polycotylidae \| \| \| \| |
|              | \| \| Leptocleididae \| \| \| \| \| \| Polycotylidae \| \| \| \| |
|              | Leptocleididae                                                   |
|              |                                                                  |
|              | Polycotylidae                                                    |
|              |                                                                  |

|  | Leptocleididae |
|  |                |
|  | Polycotylidae  |
|  |                |

|              | Cryptoclididae                                                   |
|              |                                                                  |
| Leptocleidia | \| \| Leptocleididae \| \| \| \| \| \| Polycotylidae \| \| \| \| |
|              | \| \| Leptocleididae \| \| \| \| \| \| Polycotylidae \| \| \| \| |
|              | Leptocleididae                                                   |
|              |                                                                  |
|              | Polycotylidae                                                    |
|              |                                                                  |

|  | Leptocleididae |
|  |                |
|  | Polycotylidae  |
|  |                |

|              | Cryptoclididae                                                   |
|              |                                                                  |
| Leptocleidia | \| \| Leptocleididae \| \| \| \| \| \| Polycotylidae \| \| \| \| |
|              | \| \| Leptocleididae \| \| \| \| \| \| Polycotylidae \| \| \| \| |
|              | Leptocleididae                                                   |
|              |                                                                  |
|              | Polycotylidae                                                    |
|              |                                                                  |

|  | Leptocleididae |
|  |                |
|  | Polycotylidae  |
|  |                |

|              | Cryptoclididae                                                   |
|              |                                                                  |
| Leptocleidia | \| \| Leptocleididae \| \| \| \| \| \| Polycotylidae \| \| \| \| |
|              | \| \| Leptocleididae \| \| \| \| \| \| Polycotylidae \| \| \| \| |
|              | Leptocleididae                                                   |
|              |                                                                  |
|              | Polycotylidae                                                    |
|              |                                                                  |

|  | Leptocleididae |
|  |                |
|  | Polycotylidae  |
|  |                |

|              | Cryptoclididae                                                   |
|              |                                                                  |
| Leptocleidia | \| \| Leptocleididae \| \| \| \| \| \| Polycotylidae \| \| \| \| |
|              | \| \| Leptocleididae \| \| \| \| \| \| Polycotylidae \| \| \| \| |
|              | Leptocleididae                                                   |
|              |                                                                  |
|              | Polycotylidae                                                    |
|              |                                                                  |

|  | Leptocleididae |
|  |                |
|  | Polycotylidae  |
|  |                |

|              | Cryptoclididae                                                   |
|              |                                                                  |
| Leptocleidia | \| \| Leptocleididae \| \| \| \| \| \| Polycotylidae \| \| \| \| |
|              | \| \| Leptocleididae \| \| \| \| \| \| Polycotylidae \| \| \| \| |
|              | Leptocleididae                                                   |
|              |                                                                  |
|              | Polycotylidae                                                    |
|              |                                                                  |

|  | Leptocleididae |
|  |                |
|  | Polycotylidae  |
|  |                |

|              | Cryptoclididae                                                   |
|              |                                                                  |
| Leptocleidia | \| \| Leptocleididae \| \| \| \| \| \| Polycotylidae \| \| \| \| |
|              | \| \| Leptocleididae \| \| \| \| \| \| Polycotylidae \| \| \| \| |
|              | Leptocleididae                                                   |
|              |                                                                  |
|              | Polycotylidae                                                    |
|              |                                                                  |

|  | Leptocleididae |
|  |                |
|  | Polycotylidae  |
|  |                |

|              | Cryptoclididae                                                   |
|              |                                                                  |
| Leptocleidia | \| \| Leptocleididae \| \| \| \| \| \| Polycotylidae \| \| \| \| |
|              | \| \| Leptocleididae \| \| \| \| \| \| Polycotylidae \| \| \| \| |
|              | Leptocleididae                                                   |
|              |                                                                  |
|              | Polycotylidae                                                    |
|              |                                                                  |

|  | Leptocleididae |
|  |                |
|  | Polycotylidae  |
|  |                |

|              | Cryptoclididae                                                   |
|              |                                                                  |
| Leptocleidia | \| \| Leptocleididae \| \| \| \| \| \| Polycotylidae \| \| \| \| |
|              | \| \| Leptocleididae \| \| \| \| \| \| Polycotylidae \| \| \| \| |
|              | Leptocleididae                                                   |
|              |                                                                  |
|              | Polycotylidae                                                    |
|              |                                                                  |

|  | Leptocleididae |
|  |                |
|  | Polycotylidae  |
|  |                |

|              | Cryptoclididae                                                   |
|              |                                                                  |
| Leptocleidia | \| \| Leptocleididae \| \| \| \| \| \| Polycotylidae \| \| \| \| |
|              | \| \| Leptocleididae \| \| \| \| \| \| Polycotylidae \| \| \| \| |
|              | Leptocleididae                                                   |
|              |                                                                  |
|              | Polycotylidae                                                    |
|              |                                                                  |

|  | Leptocleididae |
|  |                |
|  | Polycotylidae  |
|  |                |

|              | Cryptoclididae                                                   |
|              |                                                                  |
| Leptocleidia | \| \| Leptocleididae \| \| \| \| \| \| Polycotylidae \| \| \| \| |
|              | \| \| Leptocleididae \| \| \| \| \| \| Polycotylidae \| \| \| \| |
|              | Leptocleididae                                                   |
|              |                                                                  |
|              | Polycotylidae                                                    |
|              |                                                                  |

|  | Leptocleididae |
|  |                |
|  | Polycotylidae  |
|  |                |

|              | Cryptoclididae                                                   |
|              |                                                                  |
| Leptocleidia | \| \| Leptocleididae \| \| \| \| \| \| Polycotylidae \| \| \| \| |
|              | \| \| Leptocleididae \| \| \| \| \| \| Polycotylidae \| \| \| \| |
|              | Leptocleididae                                                   |
|              |                                                                  |
|              | Polycotylidae                                                    |
|              |                                                                  |

|  | Leptocleididae |
|  |                |
|  | Polycotylidae  |
|  |                |

|              | Cryptoclididae                                                   |
|              |                                                                  |
| Leptocleidia | \| \| Leptocleididae \| \| \| \| \| \| Polycotylidae \| \| \| \| |
|              | \| \| Leptocleididae \| \| \| \| \| \| Polycotylidae \| \| \| \| |
|              | Leptocleididae                                                   |
|              |                                                                  |
|              | Polycotylidae                                                    |
|              |                                                                  |

|  | Leptocleididae |
|  |                |
|  | Polycotylidae  |
|  |                |

|              | Cryptoclididae                                                   |
|              |                                                                  |
| Leptocleidia | \| \| Leptocleididae \| \| \| \| \| \| Polycotylidae \| \| \| \| |
|              | \| \| Leptocleididae \| \| \| \| \| \| Polycotylidae \| \| \| \| |
|              | Leptocleididae                                                   |
|              |                                                                  |
|              | Polycotylidae                                                    |
|              |                                                                  |

|  | Leptocleididae |
|  |                |
|  | Polycotylidae  |
|  |                |

|              | Cryptoclididae                                                   |
|              |                                                                  |
| Leptocleidia | \| \| Leptocleididae \| \| \| \| \| \| Polycotylidae \| \| \| \| |
|              | \| \| Leptocleididae \| \| \| \| \| \| Polycotylidae \| \| \| \| |
|              | Leptocleididae                                                   |
|              |                                                                  |
|              | Polycotylidae                                                    |
|              |                                                                  |

|  | Leptocleididae |
|  |                |
|  | Polycotylidae  |
|  |                |

|              | Cryptoclididae                                                   |
|              |                                                                  |
| Leptocleidia | \| \| Leptocleididae \| \| \| \| \| \| Polycotylidae \| \| \| \| |
|              | \| \| Leptocleididae \| \| \| \| \| \| Polycotylidae \| \| \| \| |
|              | Leptocleididae                                                   |
|              |                                                                  |
|              | Polycotylidae                                                    |
|              |                                                                  |

|  | Leptocleididae |
|  |                |
|  | Polycotylidae  |
|  |                |

|              | Cryptoclididae                                                   |
|              |                                                                  |
| Leptocleidia | \| \| Leptocleididae \| \| \| \| \| \| Polycotylidae \| \| \| \| |
|              | \| \| Leptocleididae \| \| \| \| \| \| Polycotylidae \| \| \| \| |
|              | Leptocleididae                                                   |
|              |                                                                  |
|              | Polycotylidae                                                    |
|              |                                                                  |

|  | Leptocleididae |
|  |                |
|  | Polycotylidae  |
|  |                |

|              | Cryptoclididae                                                   |
|              |                                                                  |
| Leptocleidia | \| \| Leptocleididae \| \| \| \| \| \| Polycotylidae \| \| \| \| |
|              | \| \| Leptocleididae \| \| \| \| \| \| Polycotylidae \| \| \| \| |
|              | Leptocleididae                                                   |
|              |                                                                  |
|              | Polycotylidae                                                    |
|              |                                                                  |

|  | Leptocleididae |
|  |                |
|  | Polycotylidae  |
|  |                |

|              | Cryptoclididae                                                   |
|              |                                                                  |
| Leptocleidia | \| \| Leptocleididae \| \| \| \| \| \| Polycotylidae \| \| \| \| |
|              | \| \| Leptocleididae \| \| \| \| \| \| Polycotylidae \| \| \| \| |
|              | Leptocleididae                                                   |
|              |                                                                  |
|              | Polycotylidae                                                    |
|              |                                                                  |

|  | Leptocleididae |
|  |                |
|  | Polycotylidae  |
|  |                |

|              | Cryptoclididae                                                   |
|              |                                                                  |
| Leptocleidia | \| \| Leptocleididae \| \| \| \| \| \| Polycotylidae \| \| \| \| |
|              | \| \| Leptocleididae \| \| \| \| \| \| Polycotylidae \| \| \| \| |
|              | Leptocleididae                                                   |
|              |                                                                  |
|              | Polycotylidae                                                    |
|              |                                                                  |

|  | Leptocleididae |
|  |                |
|  | Polycotylidae  |
|  |                |

|              | Cryptoclididae                                                   |
|              |                                                                  |
| Leptocleidia | \| \| Leptocleididae \| \| \| \| \| \| Polycotylidae \| \| \| \| |
|              | \| \| Leptocleididae \| \| \| \| \| \| Polycotylidae \| \| \| \| |
|              | Leptocleididae                                                   |
|              |                                                                  |
|              | Polycotylidae                                                    |
|              |                                                                  |

|  | Leptocleididae |
|  |                |
|  | Polycotylidae  |
|  |                |

|              | Cryptoclididae                                                   |
|              |                                                                  |
| Leptocleidia | \| \| Leptocleididae \| \| \| \| \| \| Polycotylidae \| \| \| \| |
|              | \| \| Leptocleididae \| \| \| \| \| \| Polycotylidae \| \| \| \| |
|              | Leptocleididae                                                   |
|              |                                                                  |
|              | Polycotylidae                                                    |
|              |                                                                  |

|  | Leptocleididae |
|  |                |
|  | Polycotylidae  |
|  |                |

|              | Cryptoclididae                                                   |
|              |                                                                  |
| Leptocleidia | \| \| Leptocleididae \| \| \| \| \| \| Polycotylidae \| \| \| \| |
|              | \| \| Leptocleididae \| \| \| \| \| \| Polycotylidae \| \| \| \| |
|              | Leptocleididae                                                   |
|              |                                                                  |
|              | Polycotylidae                                                    |
|              |                                                                  |

|  | Leptocleididae |
|  |                |
|  | Polycotylidae  |
|  |                |

|              | Cryptoclididae                                                   |
|              |                                                                  |
| Leptocleidia | \| \| Leptocleididae \| \| \| \| \| \| Polycotylidae \| \| \| \| |
|              | \| \| Leptocleididae \| \| \| \| \| \| Polycotylidae \| \| \| \| |
|              | Leptocleididae                                                   |
|              |                                                                  |
|              | Polycotylidae                                                    |
|              |                                                                  |

|  | Leptocleididae |
|  |                |
|  | Polycotylidae  |
|  |                |

|              | Cryptoclididae                                                   |
|              |                                                                  |
| Leptocleidia | \| \| Leptocleididae \| \| \| \| \| \| Polycotylidae \| \| \| \| |
|              | \| \| Leptocleididae \| \| \| \| \| \| Polycotylidae \| \| \| \| |
|              | Leptocleididae                                                   |
|              |                                                                  |
|              | Polycotylidae                                                    |
|              |                                                                  |

|  | Leptocleididae |
|  |                |
|  | Polycotylidae  |
|  |                |

|              | Cryptoclididae                                                   |
|              |                                                                  |
| Leptocleidia | \| \| Leptocleididae \| \| \| \| \| \| Polycotylidae \| \| \| \| |
|              | \| \| Leptocleididae \| \| \| \| \| \| Polycotylidae \| \| \| \| |
|              | Leptocleididae                                                   |
|              |                                                                  |
|              | Polycotylidae                                                    |
|              |                                                                  |

|  | Leptocleididae |
|  |                |
|  | Polycotylidae  |
|  |                |

|              | Cryptoclididae                                                   |
|              |                                                                  |
| Leptocleidia | \| \| Leptocleididae \| \| \| \| \| \| Polycotylidae \| \| \| \| |
|              | \| \| Leptocleididae \| \| \| \| \| \| Polycotylidae \| \| \| \| |
|              | Leptocleididae                                                   |
|              |                                                                  |
|              | Polycotylidae                                                    |
|              |                                                                  |

|  | Leptocleididae |
|  |                |
|  | Polycotylidae  |
|  |                |

|              | Cryptoclididae                                                   |
|              |                                                                  |
| Leptocleidia | \| \| Leptocleididae \| \| \| \| \| \| Polycotylidae \| \| \| \| |
|              | \| \| Leptocleididae \| \| \| \| \| \| Polycotylidae \| \| \| \| |
|              | Leptocleididae                                                   |
|              |                                                                  |
|              | Polycotylidae                                                    |
|              |                                                                  |

|  | Leptocleididae |
|  |                |
|  | Polycotylidae  |
|  |                |

|              | Cryptoclididae                                                   |
|              |                                                                  |
| Leptocleidia | \| \| Leptocleididae \| \| \| \| \| \| Polycotylidae \| \| \| \| |
|              | \| \| Leptocleididae \| \| \| \| \| \| Polycotylidae \| \| \| \| |
|              | Leptocleididae                                                   |
|              |                                                                  |
|              | Polycotylidae                                                    |
|              |                                                                  |

|  | Leptocleididae |
|  |                |
|  | Polycotylidae  |
|  |                |

|              | Cryptoclididae                                                   |
|              |                                                                  |
| Leptocleidia | \| \| Leptocleididae \| \| \| \| \| \| Polycotylidae \| \| \| \| |
|              | \| \| Leptocleididae \| \| \| \| \| \| Polycotylidae \| \| \| \| |
|              | Leptocleididae                                                   |
|              |                                                                  |
|              | Polycotylidae                                                    |
|              |                                                                  |

|  | Leptocleididae |
|  |                |
|  | Polycotylidae  |
|  |                |

|              | Cryptoclididae                                                   |
|              |                                                                  |
| Leptocleidia | \| \| Leptocleididae \| \| \| \| \| \| Polycotylidae \| \| \| \| |
|              | \| \| Leptocleididae \| \| \| \| \| \| Polycotylidae \| \| \| \| |
|              | Leptocleididae                                                   |
|              |                                                                  |
|              | Polycotylidae                                                    |
|              |                                                                  |

|  | Leptocleididae |
|  |                |
|  | Polycotylidae  |
|  |                |

|              | Cryptoclididae                                                   |
|              |                                                                  |
| Leptocleidia | \| \| Leptocleididae \| \| \| \| \| \| Polycotylidae \| \| \| \| |
|              | \| \| Leptocleididae \| \| \| \| \| \| Polycotylidae \| \| \| \| |
|              | Leptocleididae                                                   |
|              |                                                                  |
|              | Polycotylidae                                                    |
|              |                                                                  |

|  | Leptocleididae |
|  |                |
|  | Polycotylidae  |
|  |                |

|              | Cryptoclididae                                                   |
|              |                                                                  |
| Leptocleidia | \| \| Leptocleididae \| \| \| \| \| \| Polycotylidae \| \| \| \| |
|              | \| \| Leptocleididae \| \| \| \| \| \| Polycotylidae \| \| \| \| |
|              | Leptocleididae                                                   |
|              |                                                                  |
|              | Polycotylidae                                                    |
|              |                                                                  |

|  | Leptocleididae |
|  |                |
|  | Polycotylidae  |
|  |                |

|              | Cryptoclididae                                                   |
|              |                                                                  |
| Leptocleidia | \| \| Leptocleididae \| \| \| \| \| \| Polycotylidae \| \| \| \| |
|              | \| \| Leptocleididae \| \| \| \| \| \| Polycotylidae \| \| \| \| |
|              | Leptocleididae                                                   |
|              |                                                                  |
|              | Polycotylidae                                                    |
|              |                                                                  |

|  | Leptocleididae |
|  |                |
|  | Polycotylidae  |
|  |                |

|              | Cryptoclididae                                                   |
|              |                                                                  |
| Leptocleidia | \| \| Leptocleididae \| \| \| \| \| \| Polycotylidae \| \| \| \| |
|              | \| \| Leptocleididae \| \| \| \| \| \| Polycotylidae \| \| \| \| |
|              | Leptocleididae                                                   |
|              |                                                                  |
|              | Polycotylidae                                                    |
|              |                                                                  |

|  | Leptocleididae |
|  |                |
|  | Polycotylidae  |
|  |                |

|              | Cryptoclididae                                                   |
|              |                                                                  |
| Leptocleidia | \| \| Leptocleididae \| \| \| \| \| \| Polycotylidae \| \| \| \| |
|              | \| \| Leptocleididae \| \| \| \| \| \| Polycotylidae \| \| \| \| |
|              | Leptocleididae                                                   |
|              |                                                                  |
|              | Polycotylidae                                                    |
|              |                                                                  |

|  | Leptocleididae |
|  |                |
|  | Polycotylidae  |
|  |                |

|              | Cryptoclididae                                                   |
|              |                                                                  |
| Leptocleidia | \| \| Leptocleididae \| \| \| \| \| \| Polycotylidae \| \| \| \| |
|              | \| \| Leptocleididae \| \| \| \| \| \| Polycotylidae \| \| \| \| |
|              | Leptocleididae                                                   |
|              |                                                                  |
|              | Polycotylidae                                                    |
|              |                                                                  |

|  | Leptocleididae |
|  |                |
|  | Polycotylidae  |
|  |                |

|              | Cryptoclididae                                                   |
|              |                                                                  |
| Leptocleidia | \| \| Leptocleididae \| \| \| \| \| \| Polycotylidae \| \| \| \| |
|              | \| \| Leptocleididae \| \| \| \| \| \| Polycotylidae \| \| \| \| |
|              | Leptocleididae                                                   |
|              |                                                                  |
|              | Polycotylidae                                                    |
|              |                                                                  |

|  | Leptocleididae |
|  |                |
|  | Polycotylidae  |
|  |                |

|              | Cryptoclididae                                                   |
|              |                                                                  |
| Leptocleidia | \| \| Leptocleididae \| \| \| \| \| \| Polycotylidae \| \| \| \| |
|              | \| \| Leptocleididae \| \| \| \| \| \| Polycotylidae \| \| \| \| |
|              | Leptocleididae                                                   |
|              |                                                                  |
|              | Polycotylidae                                                    |
|              |                                                                  |

|  | Leptocleididae |
|  |                |
|  | Polycotylidae  |
|  |                |

|              | Cryptoclididae                                                   |
|              |                                                                  |
| Leptocleidia | \| \| Leptocleididae \| \| \| \| \| \| Polycotylidae \| \| \| \| |
|              | \| \| Leptocleididae \| \| \| \| \| \| Polycotylidae \| \| \| \| |
|              | Leptocleididae                                                   |
|              |                                                                  |
|              | Polycotylidae                                                    |
|              |                                                                  |

|  | Leptocleididae |
|  |                |
|  | Polycotylidae  |
|  |                |

|              | Cryptoclididae                                                   |
|              |                                                                  |
| Leptocleidia | \| \| Leptocleididae \| \| \| \| \| \| Polycotylidae \| \| \| \| |
|              | \| \| Leptocleididae \| \| \| \| \| \| Polycotylidae \| \| \| \| |
|              | Leptocleididae                                                   |
|              |                                                                  |
|              | Polycotylidae                                                    |
|              |                                                                  |

|  | Leptocleididae |
|  |                |
|  | Polycotylidae  |
|  |                |

|              | Cryptoclididae                                                   |
|              |                                                                  |
| Leptocleidia | \| \| Leptocleididae \| \| \| \| \| \| Polycotylidae \| \| \| \| |
|              | \| \| Leptocleididae \| \| \| \| \| \| Polycotylidae \| \| \| \| |
|              | Leptocleididae                                                   |
|              |                                                                  |
|              | Polycotylidae                                                    |
|              |                                                                  |

|  | Leptocleididae |
|  |                |
|  | Polycotylidae  |
|  |                |

|              | Cryptoclididae                                                   |
|              |                                                                  |
| Leptocleidia | \| \| Leptocleididae \| \| \| \| \| \| Polycotylidae \| \| \| \| |
|              | \| \| Leptocleididae \| \| \| \| \| \| Polycotylidae \| \| \| \| |
|              | Leptocleididae                                                   |
|              |                                                                  |
|              | Polycotylidae                                                    |
|              |                                                                  |

|  | Leptocleididae |
|  |                |
|  | Polycotylidae  |
|  |                |

|              | Cryptoclididae                                                   |
|              |                                                                  |
| Leptocleidia | \| \| Leptocleididae \| \| \| \| \| \| Polycotylidae \| \| \| \| |
|              | \| \| Leptocleididae \| \| \| \| \| \| Polycotylidae \| \| \| \| |
|              | Leptocleididae                                                   |
|              |                                                                  |
|              | Polycotylidae                                                    |
|              |                                                                  |

|  | Leptocleididae |
|  |                |
|  | Polycotylidae  |
|  |                |

|              | Cryptoclididae                                                   |
|              |                                                                  |
| Leptocleidia | \| \| Leptocleididae \| \| \| \| \| \| Polycotylidae \| \| \| \| |
|              | \| \| Leptocleididae \| \| \| \| \| \| Polycotylidae \| \| \| \| |
|              | Leptocleididae                                                   |
|              |                                                                  |
|              | Polycotylidae                                                    |
|              |                                                                  |

|  | Leptocleididae |
|  |                |
|  | Polycotylidae  |
|  |                |

|              | Cryptoclididae                                                   |
|              |                                                                  |
| Leptocleidia | \| \| Leptocleididae \| \| \| \| \| \| Polycotylidae \| \| \| \| |
|              | \| \| Leptocleididae \| \| \| \| \| \| Polycotylidae \| \| \| \| |
|              | Leptocleididae                                                   |
|              |                                                                  |
|              | Polycotylidae                                                    |
|              |                                                                  |

|  | Leptocleididae |
|  |                |
|  | Polycotylidae  |
|  |                |

|              | Cryptoclididae                                                   |
|              |                                                                  |
| Leptocleidia | \| \| Leptocleididae \| \| \| \| \| \| Polycotylidae \| \| \| \| |
|              | \| \| Leptocleididae \| \| \| \| \| \| Polycotylidae \| \| \| \| |
|              | Leptocleididae                                                   |
|              |                                                                  |
|              | Polycotylidae                                                    |
|              |                                                                  |

|  | Leptocleididae |
|  |                |
|  | Polycotylidae  |
|  |                |

|              | Cryptoclididae                                                   |
|              |                                                                  |
| Leptocleidia | \| \| Leptocleididae \| \| \| \| \| \| Polycotylidae \| \| \| \| |
|              | \| \| Leptocleididae \| \| \| \| \| \| Polycotylidae \| \| \| \| |
|              | Leptocleididae                                                   |
|              |                                                                  |
|              | Polycotylidae                                                    |
|              |                                                                  |

|  | Leptocleididae |
|  |                |
|  | Polycotylidae  |
|  |                |

|              | Cryptoclididae                                                   |
|              |                                                                  |
| Leptocleidia | \| \| Leptocleididae \| \| \| \| \| \| Polycotylidae \| \| \| \| |
|              | \| \| Leptocleididae \| \| \| \| \| \| Polycotylidae \| \| \| \| |
|              | Leptocleididae                                                   |
|              |                                                                  |
|              | Polycotylidae                                                    |
|              |                                                                  |

|  | Leptocleididae |
|  |                |
|  | Polycotylidae  |
|  |                |

|              | Cryptoclididae                                                   |
|              |                                                                  |
| Leptocleidia | \| \| Leptocleididae \| \| \| \| \| \| Polycotylidae \| \| \| \| |
|              | \| \| Leptocleididae \| \| \| \| \| \| Polycotylidae \| \| \| \| |
|              | Leptocleididae                                                   |
|              |                                                                  |
|              | Polycotylidae                                                    |
|              |                                                                  |

|  | Leptocleididae |
|  |                |
|  | Polycotylidae  |
|  |                |

|              | Cryptoclididae                                                   |
|              |                                                                  |
| Leptocleidia | \| \| Leptocleididae \| \| \| \| \| \| Polycotylidae \| \| \| \| |
|              | \| \| Leptocleididae \| \| \| \| \| \| Polycotylidae \| \| \| \| |
|              | Leptocleididae                                                   |
|              |                                                                  |
|              | Polycotylidae                                                    |
|              |                                                                  |

|  | Leptocleididae |
|  |                |
|  | Polycotylidae  |
|  |                |

|              | Cryptoclididae                                                   |
|              |                                                                  |
| Leptocleidia | \| \| Leptocleididae \| \| \| \| \| \| Polycotylidae \| \| \| \| |
|              | \| \| Leptocleididae \| \| \| \| \| \| Polycotylidae \| \| \| \| |
|              | Leptocleididae                                                   |
|              |                                                                  |
|              | Polycotylidae                                                    |
|              |                                                                  |

|  | Leptocleididae |
|  |                |
|  | Polycotylidae  |
|  |                |

|              | Cryptoclididae                                                   |
|              |                                                                  |
| Leptocleidia | \| \| Leptocleididae \| \| \| \| \| \| Polycotylidae \| \| \| \| |
|              | \| \| Leptocleididae \| \| \| \| \| \| Polycotylidae \| \| \| \| |
|              | Leptocleididae                                                   |
|              |                                                                  |
|              | Polycotylidae                                                    |
|              |                                                                  |

|  | Leptocleididae |
|  |                |
|  | Polycotylidae  |
|  |                |

|              | Cryptoclididae                                                   |
|              |                                                                  |
| Leptocleidia | \| \| Leptocleididae \| \| \| \| \| \| Polycotylidae \| \| \| \| |
|              | \| \| Leptocleididae \| \| \| \| \| \| Polycotylidae \| \| \| \| |
|              | Leptocleididae                                                   |
|              |                                                                  |
|              | Polycotylidae                                                    |
|              |                                                                  |

|  | Leptocleididae |
|  |                |
|  | Polycotylidae  |
|  |                |

|              | Cryptoclididae                                                   |
|              |                                                                  |
| Leptocleidia | \| \| Leptocleididae \| \| \| \| \| \| Polycotylidae \| \| \| \| |
|              | \| \| Leptocleididae \| \| \| \| \| \| Polycotylidae \| \| \| \| |
|              | Leptocleididae                                                   |
|              |                                                                  |
|              | Polycotylidae                                                    |
|              |                                                                  |

|  | Leptocleididae |
|  |                |
|  | Polycotylidae  |
|  |                |

|              | Cryptoclididae                                                   |
|              |                                                                  |
| Leptocleidia | \| \| Leptocleididae \| \| \| \| \| \| Polycotylidae \| \| \| \| |
|              | \| \| Leptocleididae \| \| \| \| \| \| Polycotylidae \| \| \| \| |
|              | Leptocleididae                                                   |
|              |                                                                  |
|              | Polycotylidae                                                    |
|              |                                                                  |

|  | Leptocleididae |
|  |                |
|  | Polycotylidae  |
|  |                |

|              | Cryptoclididae                                                   |
|              |                                                                  |
| Leptocleidia | \| \| Leptocleididae \| \| \| \| \| \| Polycotylidae \| \| \| \| |
|              | \| \| Leptocleididae \| \| \| \| \| \| Polycotylidae \| \| \| \| |
|              | Leptocleididae                                                   |
|              |                                                                  |
|              | Polycotylidae                                                    |
|              |                                                                  |

|  | Leptocleididae |
|  |                |
|  | Polycotylidae  |
|  |                |

|              | Cryptoclididae                                                   |
|              |                                                                  |
| Leptocleidia | \| \| Leptocleididae \| \| \| \| \| \| Polycotylidae \| \| \| \| |
|              | \| \| Leptocleididae \| \| \| \| \| \| Polycotylidae \| \| \| \| |
|              | Leptocleididae                                                   |
|              |                                                                  |
|              | Polycotylidae                                                    |
|              |                                                                  |

|  | Leptocleididae |
|  |                |
|  | Polycotylidae  |
|  |                |

|              | Cryptoclididae                                                   |
|              |                                                                  |
| Leptocleidia | \| \| Leptocleididae \| \| \| \| \| \| Polycotylidae \| \| \| \| |
|              | \| \| Leptocleididae \| \| \| \| \| \| Polycotylidae \| \| \| \| |
|              | Leptocleididae                                                   |
|              |                                                                  |
|              | Polycotylidae                                                    |
|              |                                                                  |

|  | Leptocleididae |
|  |                |
|  | Polycotylidae  |
|  |                |

|              | Cryptoclididae                                                   |
|              |                                                                  |
| Leptocleidia | \| \| Leptocleididae \| \| \| \| \| \| Polycotylidae \| \| \| \| |
|              | \| \| Leptocleididae \| \| \| \| \| \| Polycotylidae \| \| \| \| |
|              | Leptocleididae                                                   |
|              |                                                                  |
|              | Polycotylidae                                                    |
|              |                                                                  |

|  | Leptocleididae |
|  |                |
|  | Polycotylidae  |
|  |                |

|              | Cryptoclididae                                                   |
|              |                                                                  |
| Leptocleidia | \| \| Leptocleididae \| \| \| \| \| \| Polycotylidae \| \| \| \| |
|              | \| \| Leptocleididae \| \| \| \| \| \| Polycotylidae \| \| \| \| |
|              | Leptocleididae                                                   |
|              |                                                                  |
|              | Polycotylidae                                                    |
|              |                                                                  |

|  | Leptocleididae |
|  |                |
|  | Polycotylidae  |
|  |                |

|              | Cryptoclididae                                                   |
|              |                                                                  |
| Leptocleidia | \| \| Leptocleididae \| \| \| \| \| \| Polycotylidae \| \| \| \| |
|              | \| \| Leptocleididae \| \| \| \| \| \| Polycotylidae \| \| \| \| |
|              | Leptocleididae                                                   |
|              |                                                                  |
|              | Polycotylidae                                                    |
|              |                                                                  |

|  | Leptocleididae |
|  |                |
|  | Polycotylidae  |
|  |                |

|              | Cryptoclididae                                                   |
|              |                                                                  |
| Leptocleidia | \| \| Leptocleididae \| \| \| \| \| \| Polycotylidae \| \| \| \| |
|              | \| \| Leptocleididae \| \| \| \| \| \| Polycotylidae \| \| \| \| |
|              | Leptocleididae                                                   |
|              |                                                                  |
|              | Polycotylidae                                                    |
|              |                                                                  |

|  | Leptocleididae |
|  |                |
|  | Polycotylidae  |
|  |                |

|              | Cryptoclididae                                                   |
|              |                                                                  |
| Leptocleidia | \| \| Leptocleididae \| \| \| \| \| \| Polycotylidae \| \| \| \| |
|              | \| \| Leptocleididae \| \| \| \| \| \| Polycotylidae \| \| \| \| |
|              | Leptocleididae                                                   |
|              |                                                                  |
|              | Polycotylidae                                                    |
|              |                                                                  |

|  | Leptocleididae |
|  |                |
|  | Polycotylidae  |
|  |                |

|              | Cryptoclididae                                                   |
|              |                                                                  |
| Leptocleidia | \| \| Leptocleididae \| \| \| \| \| \| Polycotylidae \| \| \| \| |
|              | \| \| Leptocleididae \| \| \| \| \| \| Polycotylidae \| \| \| \| |
|              | Leptocleididae                                                   |
|              |                                                                  |
|              | Polycotylidae                                                    |
|              |                                                                  |

|  | Leptocleididae |
|  |                |
|  | Polycotylidae  |
|  |                |

|              | Cryptoclididae                                                   |
|              |                                                                  |
| Leptocleidia | \| \| Leptocleididae \| \| \| \| \| \| Polycotylidae \| \| \| \| |
|              | \| \| Leptocleididae \| \| \| \| \| \| Polycotylidae \| \| \| \| |
|              | Leptocleididae                                                   |
|              |                                                                  |
|              | Polycotylidae                                                    |
|              |                                                                  |

|  | Leptocleididae |
|  |                |
|  | Polycotylidae  |
|  |                |

|              | Cryptoclididae                                                   |
|              |                                                                  |
| Leptocleidia | \| \| Leptocleididae \| \| \| \| \| \| Polycotylidae \| \| \| \| |
|              | \| \| Leptocleididae \| \| \| \| \| \| Polycotylidae \| \| \| \| |
|              | Leptocleididae                                                   |
|              |                                                                  |
|              | Polycotylidae                                                    |
|              |                                                                  |

|  | Leptocleididae |
|  |                |
|  | Polycotylidae  |
|  |                |

|              | Cryptoclididae                                                   |
|              |                                                                  |
| Leptocleidia | \| \| Leptocleididae \| \| \| \| \| \| Polycotylidae \| \| \| \| |
|              | \| \| Leptocleididae \| \| \| \| \| \| Polycotylidae \| \| \| \| |
|              | Leptocleididae                                                   |
|              |                                                                  |
|              | Polycotylidae                                                    |
|              |                                                                  |

|  | Leptocleididae |
|  |                |
|  | Polycotylidae  |
|  |                |

|              | Cryptoclididae                                                   |
|              |                                                                  |
| Leptocleidia | \| \| Leptocleididae \| \| \| \| \| \| Polycotylidae \| \| \| \| |
|              | \| \| Leptocleididae \| \| \| \| \| \| Polycotylidae \| \| \| \| |
|              | Leptocleididae                                                   |
|              |                                                                  |
|              | Polycotylidae                                                    |
|              |                                                                  |

|  | Leptocleididae |
|  |                |
|  | Polycotylidae  |
|  |                |

|              | Cryptoclididae                                                   |
|              |                                                                  |
| Leptocleidia | \| \| Leptocleididae \| \| \| \| \| \| Polycotylidae \| \| \| \| |
|              | \| \| Leptocleididae \| \| \| \| \| \| Polycotylidae \| \| \| \| |
|              | Leptocleididae                                                   |
|              |                                                                  |
|              | Polycotylidae                                                    |
|              |                                                                  |

|  | Leptocleididae |
|  |                |
|  | Polycotylidae  |
|  |                |

|              | Cryptoclididae                                                   |
|              |                                                                  |
| Leptocleidia | \| \| Leptocleididae \| \| \| \| \| \| Polycotylidae \| \| \| \| |
|              | \| \| Leptocleididae \| \| \| \| \| \| Polycotylidae \| \| \| \| |
|              | Leptocleididae                                                   |
|              |                                                                  |
|              | Polycotylidae                                                    |
|              |                                                                  |

|  | Leptocleididae |
|  |                |
|  | Polycotylidae  |
|  |                |

|              | Cryptoclididae                                                   |
|              |                                                                  |
| Leptocleidia | \| \| Leptocleididae \| \| \| \| \| \| Polycotylidae \| \| \| \| |
|              | \| \| Leptocleididae \| \| \| \| \| \| Polycotylidae \| \| \| \| |
|              | Leptocleididae                                                   |
|              |                                                                  |
|              | Polycotylidae                                                    |
|              |                                                                  |

|  | Leptocleididae |
|  |                |
|  | Polycotylidae  |
|  |                |

|              | Cryptoclididae                                                   |
|              |                                                                  |
| Leptocleidia | \| \| Leptocleididae \| \| \| \| \| \| Polycotylidae \| \| \| \| |
|              | \| \| Leptocleididae \| \| \| \| \| \| Polycotylidae \| \| \| \| |
|              | Leptocleididae                                                   |
|              |                                                                  |
|              | Polycotylidae                                                    |
|              |                                                                  |

|  | Leptocleididae |
|  |                |
|  | Polycotylidae  |
|  |                |

|              | Cryptoclididae                                                   |
|              |                                                                  |
| Leptocleidia | \| \| Leptocleididae \| \| \| \| \| \| Polycotylidae \| \| \| \| |
|              | \| \| Leptocleididae \| \| \| \| \| \| Polycotylidae \| \| \| \| |
|              | Leptocleididae                                                   |
|              |                                                                  |
|              | Polycotylidae                                                    |
|              |                                                                  |

|  | Leptocleididae |
|  |                |
|  | Polycotylidae  |
|  |                |

|              | Cryptoclididae                                                   |
|              |                                                                  |
| Leptocleidia | \| \| Leptocleididae \| \| \| \| \| \| Polycotylidae \| \| \| \| |
|              | \| \| Leptocleididae \| \| \| \| \| \| Polycotylidae \| \| \| \| |
|              | Leptocleididae                                                   |
|              |                                                                  |
|              | Polycotylidae                                                    |
|              |                                                                  |

|  | Leptocleididae |
|  |                |
|  | Polycotylidae  |
|  |                |

|              | Cryptoclididae                                                   |
|              |                                                                  |
| Leptocleidia | \| \| Leptocleididae \| \| \| \| \| \| Polycotylidae \| \| \| \| |
|              | \| \| Leptocleididae \| \| \| \| \| \| Polycotylidae \| \| \| \| |
|              | Leptocleididae                                                   |
|              |                                                                  |
|              | Polycotylidae                                                    |
|              |                                                                  |

|  | Leptocleididae |
|  |                |
|  | Polycotylidae  |
|  |                |

|              | Cryptoclididae                                                   |
|              |                                                                  |
| Leptocleidia | \| \| Leptocleididae \| \| \| \| \| \| Polycotylidae \| \| \| \| |
|              | \| \| Leptocleididae \| \| \| \| \| \| Polycotylidae \| \| \| \| |
|              | Leptocleididae                                                   |
|              |                                                                  |
|              | Polycotylidae                                                    |
|              |                                                                  |

|  | Leptocleididae |
|  |                |
|  | Polycotylidae  |
|  |                |

|              | Cryptoclididae                                                   |
|              |                                                                  |
| Leptocleidia | \| \| Leptocleididae \| \| \| \| \| \| Polycotylidae \| \| \| \| |
|              | \| \| Leptocleididae \| \| \| \| \| \| Polycotylidae \| \| \| \| |
|              | Leptocleididae                                                   |
|              |                                                                  |
|              | Polycotylidae                                                    |
|              |                                                                  |

|  | Leptocleididae |
|  |                |
|  | Polycotylidae  |
|  |                |

|              | Cryptoclididae                                                   |
|              |                                                                  |
| Leptocleidia | \| \| Leptocleididae \| \| \| \| \| \| Polycotylidae \| \| \| \| |
|              | \| \| Leptocleididae \| \| \| \| \| \| Polycotylidae \| \| \| \| |
|              | Leptocleididae                                                   |
|              |                                                                  |
|              | Polycotylidae                                                    |
|              |                                                                  |

|  | Leptocleididae |
|  |                |
|  | Polycotylidae  |
|  |                |

|              | Cryptoclididae                                                   |
|              |                                                                  |
| Leptocleidia | \| \| Leptocleididae \| \| \| \| \| \| Polycotylidae \| \| \| \| |
|              | \| \| Leptocleididae \| \| \| \| \| \| Polycotylidae \| \| \| \| |
|              | Leptocleididae                                                   |
|              |                                                                  |
|              | Polycotylidae                                                    |
|              |                                                                  |

|  | Leptocleididae |
|  |                |
|  | Polycotylidae  |
|  |                |

|              | Cryptoclididae                                                   |
|              |                                                                  |
| Leptocleidia | \| \| Leptocleididae \| \| \| \| \| \| Polycotylidae \| \| \| \| |
|              | \| \| Leptocleididae \| \| \| \| \| \| Polycotylidae \| \| \| \| |
|              | Leptocleididae                                                   |
|              |                                                                  |
|              | Polycotylidae                                                    |
|              |                                                                  |

|  | Leptocleididae |
|  |                |
|  | Polycotylidae  |
|  |                |

|              | Cryptoclididae                                                   |
|              |                                                                  |
| Leptocleidia | \| \| Leptocleididae \| \| \| \| \| \| Polycotylidae \| \| \| \| |
|              | \| \| Leptocleididae \| \| \| \| \| \| Polycotylidae \| \| \| \| |
|              | Leptocleididae                                                   |
|              |                                                                  |
|              | Polycotylidae                                                    |
|              |                                                                  |

|  | Leptocleididae |
|  |                |
|  | Polycotylidae  |
|  |                |

|              | Cryptoclididae                                                   |
|              |                                                                  |
| Leptocleidia | \| \| Leptocleididae \| \| \| \| \| \| Polycotylidae \| \| \| \| |
|              | \| \| Leptocleididae \| \| \| \| \| \| Polycotylidae \| \| \| \| |
|              | Leptocleididae                                                   |
|              |                                                                  |
|              | Polycotylidae                                                    |
|              |                                                                  |

|  | Leptocleididae |
|  |                |
|  | Polycotylidae  |
|  |                |

|              | Cryptoclididae                                                   |
|              |                                                                  |
| Leptocleidia | \| \| Leptocleididae \| \| \| \| \| \| Polycotylidae \| \| \| \| |
|              | \| \| Leptocleididae \| \| \| \| \| \| Polycotylidae \| \| \| \| |
|              | Leptocleididae                                                   |
|              |                                                                  |
|              | Polycotylidae                                                    |
|              |                                                                  |

|  | Leptocleididae |
|  |                |
|  | Polycotylidae  |
|  |                |

|              | Cryptoclididae                                                   |
|              |                                                                  |
| Leptocleidia | \| \| Leptocleididae \| \| \| \| \| \| Polycotylidae \| \| \| \| |
|              | \| \| Leptocleididae \| \| \| \| \| \| Polycotylidae \| \| \| \| |
|              | Leptocleididae                                                   |
|              |                                                                  |
|              | Polycotylidae                                                    |
|              |                                                                  |

|  | Leptocleididae |
|  |                |
|  | Polycotylidae  |
|  |                |

|              | Cryptoclididae                                                   |
|              |                                                                  |
| Leptocleidia | \| \| Leptocleididae \| \| \| \| \| \| Polycotylidae \| \| \| \| |
|              | \| \| Leptocleididae \| \| \| \| \| \| Polycotylidae \| \| \| \| |
|              | Leptocleididae                                                   |
|              |                                                                  |
|              | Polycotylidae                                                    |
|              |                                                                  |

|  | Leptocleididae |
|  |                |
|  | Polycotylidae  |
|  |                |

De stamboom onderscheidt zich van de traditionele opsomming niet alleen door een volledige ordening en een correcter weergeven van de verwantschappen. Bepaalde namen, zoals Cimoliasauridae, Aristonectidae en Tricleididae, zijn weggelaten omdat het geen relevante begrippen meer waren. Daarentegen zijn nieuwe begrippen geschapen voor belangrijke aftakkingen die aanwezig bleken. Aftakkingen die uit maar één soort bestaan, krijgen geen groepsnaam, ook al zijn ze de zustertak van een soortenrijke groep.
De stamboom is maar een vereenvoudigde weergave van Bensons analyse. Daarbij hebben andere onderzoekers andere stambomen gevonden. Bepaalde studies hebben als uitkomst dat de Rhomaleosauridae en Leptocleidia zich toch in de Pliosauroidea bevinden maar geven ook aan dat dit zeer onzeker is. Toekomstige analyses, gebaseerd op nieuwe fossiele vondsten en betere beschrijvingen van het eerder gevonden materiaal, zullen weer andere resultaten opleveren. De stamboom heeft dus niet de pretentie de enig juiste te zijn en het gebruik van stambomen heeft niet allereerst de stabiliteit van de indeling ten doel maar het weerspiegelen van de wetenschappelijke vooruitgang in het bepalen van de feitelijke evolutie van de plesiosauriërs.

## Evolutie

### Oorsprong van de plesiosauriërs

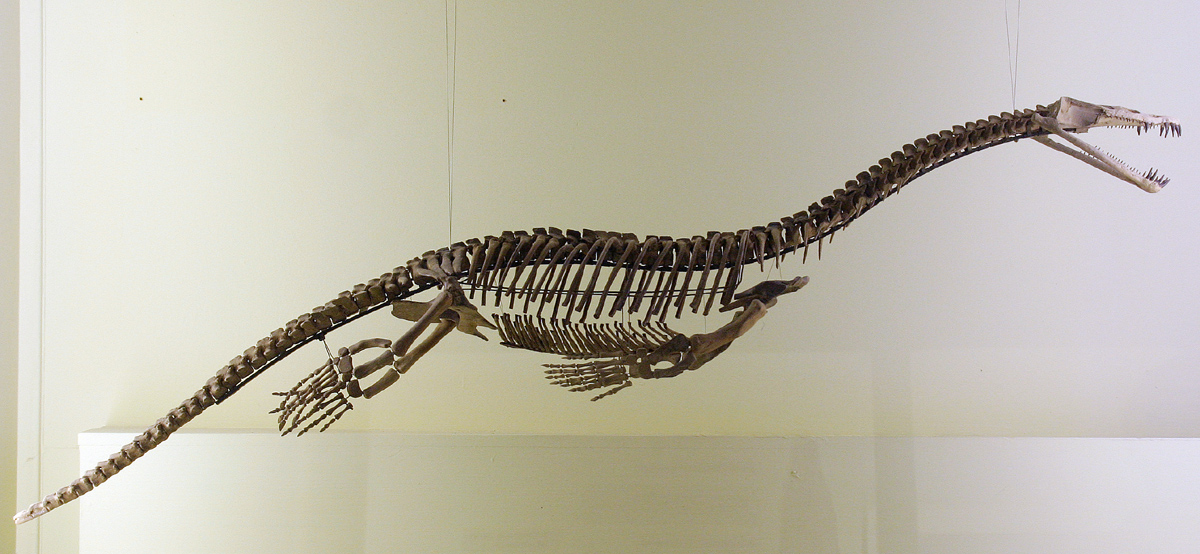
Nothosaurus had een lange nek maar nog echte poten

Anders dan bij veel andere groepen uitgestorven reptielen, zoals de Ichthyosauria en de Pterosauria, waarvan de precieze herkomst raadselachtig is doordat de oudste bekende leden plotseling in de aardlagen opduiken zonder duidelijke voorouders, kan bij de plesiosauriërs met grote zekerheid vastgesteld worden wie hun nauwste verwanten zijn en binnen welke ruimere groep ze zich hebben afgesplitst.

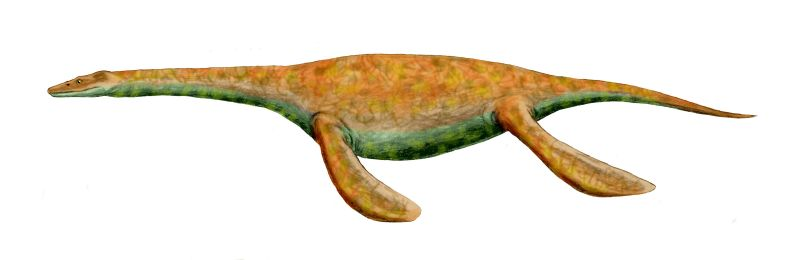
Pistosaurus leek oppervlakkig al veel op een plesiosauriër

In het midden van het Trias ontstond een vroege aftakking binnen de Lepidosauromorpha, de groep waartoe ook de moderne hagedissen waaronder de slangen behoren, die aanpassingen toonde aan het leven in zee: de Sauropterygia. Hun torso's waren verstijfd door buikribben zodat ze zich niet in het water konden voortbewegen door een kronkelbeweging van het hele lichaam en de voortstuwing geleverd werd door de poten en de staart. Vroege leden van deze groep waren ten dele nog amfibisch en dus in staat zich ook op het land te begeven. De Placodontia waren durofaag: eters van schelpdieren; een andere tak, de Eusauropterygia, bestond uit viseters met een lange nek en kleine kop met spitse tanden. Daarvan behielden de Nothosauroidea poten met buigzame gewichten en vingers met zwemvliezen; vermoedelijk legden ze nog eieren op het land. De Pistosauria daarentegen pasten zich sterker aan een zwemmende levenswijze aan. Hun wervelkolom werd stijver en de voortstuwende functie ging vrijwel geheel van de staart over op de poten die in vinnen veranderden. Ze werden warmbloedig en levendbarend. Vroege soorten als Pistosaurus en Corosaurus waren echter nog voornamelijk kustbewoners. Hun schoudergordel was nog zwak, hun bekken niet goed aangepast aan een voortstuwende slag, hun vinnen waren niet spits en hun verhemelte stond niet toe geursporen in water te ruiken. Op een zeker moment in het late Trias splitste zich een pistosaurische deelgroep af die op deze punten beter aan een leven in volle zee was aangepast: de Plesiosauria. Andere specialisaties bij deze groep voor een beter zwemvermogen omvatten: stijvere gewrichten; een toeneming van het aantal kootjes in de hand en voet; een in elkaar grijpen van de kootjes; en een verkorting van de staart. De precieze datering van de afsplitsing is nog onduidelijk. Lange tijd waren er geen plesiosauriërs uit het Trias bekend: in het vroegste Jura, het Hettangien, duiken er vrijwel gelijktijdig een half dozijn soorten van verschillende plesiosaurische deelgroepen op. De veelheid aan soorten bewijst dat er een eerdere evolutie moet hebben plaatsgevonden, welke ontwikkelingslijnen ons verborgen bleven doordat de fossielen voorlopig simpelweg ontbraken. In 2017 werd de eerste triadische plesiosauriër beschreven: Rhaeticosaurus uit het Rhaetien van Duitsland.
Augustasaurus en Bobosaurus zijn onder de basale pistosauriërs het nauwst aan de plesiosauriërs verwant. In sommige recente analyses staat Bobosaurus hoger in de stamboom dan Augustasaurus en volgens de definitie van Ketchum & Benson 2010 zou hem dat tot de meest basale plesiosauriër maken, in 2010 de enige bekende uit het Trias. In 2012 paste Benson de definitie aan zodat ook Bobosaurus wordt uitgesloten. Dat werd echter niet door alle onderzoekers aanvaard.
In de volksmond wordt ieder groot uitgestorven reptiel wel als een 'dinosaurus' aangeduid. Dat plesiosauriërs lepidosauromorfen zijn, betekent echter ook dat ze niet tot de, immers archosauromorfe, dinosauriërs behoren, net zomin als enig ander zeereptiel uit het Mesozoïcum — ze zijn er zelfs niet bijzonder nauw aan verwant.

### Ontwikkeling tijdens het Jura en Krijt
In het vroegste Jura, het Hettangien, ongeveer 199 miljoen jaar geleden, hadden de Rhomaleosauridae zich al ontwikkeld en waren toen de meest soortenrijke groep; daarnaast hadden de Pliosauridae (Thalassiodracon) en de Plesiosauroidea (Eoplesiosaurus) zich ook reeds afgesplitst. Al deze vormen hadden een vrij beperkte lichaamsgrootte met een romplengte van hoogstens enkele meters en een korte nek zodat de maximale lengte een vijf meter was. Tegen het Toarcien, zo'n 180 miljoen jaar geleden, waren de Neoplesiosaurische groepen talrijker geworden dan de rhomaleosauriden en toonden vormen van een aanzienlijker omvang met een romplengte die anderhalf keer hoger lag en langere nekken tot bijna twee maal de romplengte wat een totale lengte van een kleine tien meter opleverde. De Rhomaleosauridae echter kregen juist kortere halzen, een mogelijk specialisatie voor het bejagen van grotere zeedieren. Later in het Jura zou deze groep geheel uitsterven.
Op het eind van het middelste Jura, tijdens het Callovien, zo'n 162 miljoen jaar geleden, kwamen zeer grote korthalzige vormen met enorme schedels tot ontwikkeling zoals Liopleurodon en Simolestes die als apexpredator op andere grote zeeroofdieren joegen. Wellicht behoorden hiertoe de zwaarste plesiosauriërs die ooit geleefd hebben, met een lengte tot zeventien meter. Tegelijkertijd kwamen ook kortere langhalzige vormen voor, de Cryptoclididae. Die laatsten zouden het tot het einde van het Jura uithouden, 150 miljoen jaar geleden toen ook korthalzige soorten als Pliosaurus van de zeefauna deel uitmaakten.
Uit het begin van het Onder-Krijt zijn maar weinig plesiosauriërvondsten bekend, alleen van de vrij kleine langhalzige Leptocleididae, verwanten van de Cryptoclididae. Het is mogelijk dat zich bij de overgang tussen het Jura en het Krijt een uitsterven voordeed, waarbij maar drie ontwikkelingslijnen het overleefden. In het Aptien echter, 120 miljoen jaar geleden, duiken de eerste bekende Elasmosauridae op, soorten met een zeer lange nek. Die moesten volgens sommige studies al veel eerder ontstaan zijn want volgens de analyses van hun verwantschappen stammen ze af van een tak die zich 170 miljoen jaar geleden onder de Cryptoclididae van de stamboom afsplitste, wat duidt op een verborgen afstammingslijn van vijftig miljoen jaar. Later onderzoek wees echter op de mogelijkheid dat ze direct aan de Leptocleididae verwant waren binnen een klade Xenopsaria. Ook een andere groep had zich verscholen want in het Albien, 110 miljoen jaar geleden, kunnen weer korthalzige Pliosauridae gevonden worden, zoals Kronosaurus, nadat ze veertig miljoen jaar lang geen resten hadden achtergelaten.
In het begin van het Opper-Krijt stierven, om nog onbekende redenen, de Ichthyosauria uit, zeereptielen die min of meer de vorm hadden van de huidige dolfijnen. Er ontwikkelde zich nu een plesiosauriërgroep om hun niche te vullen, de Polycotylidae, verwanten van de Leptocleididae, met een korte nek en een spitse kop. Zo bereikten de plesiosauriërs tijdens het Turonien, negentig miljoen jaar geleden, een nieuwe bloeiperiode want ook de elasmosauriden waren toen zeer soortenrijk en de pliosauriden, en misschien de leiptocleididen, bestonden nog.

### Uitsterven

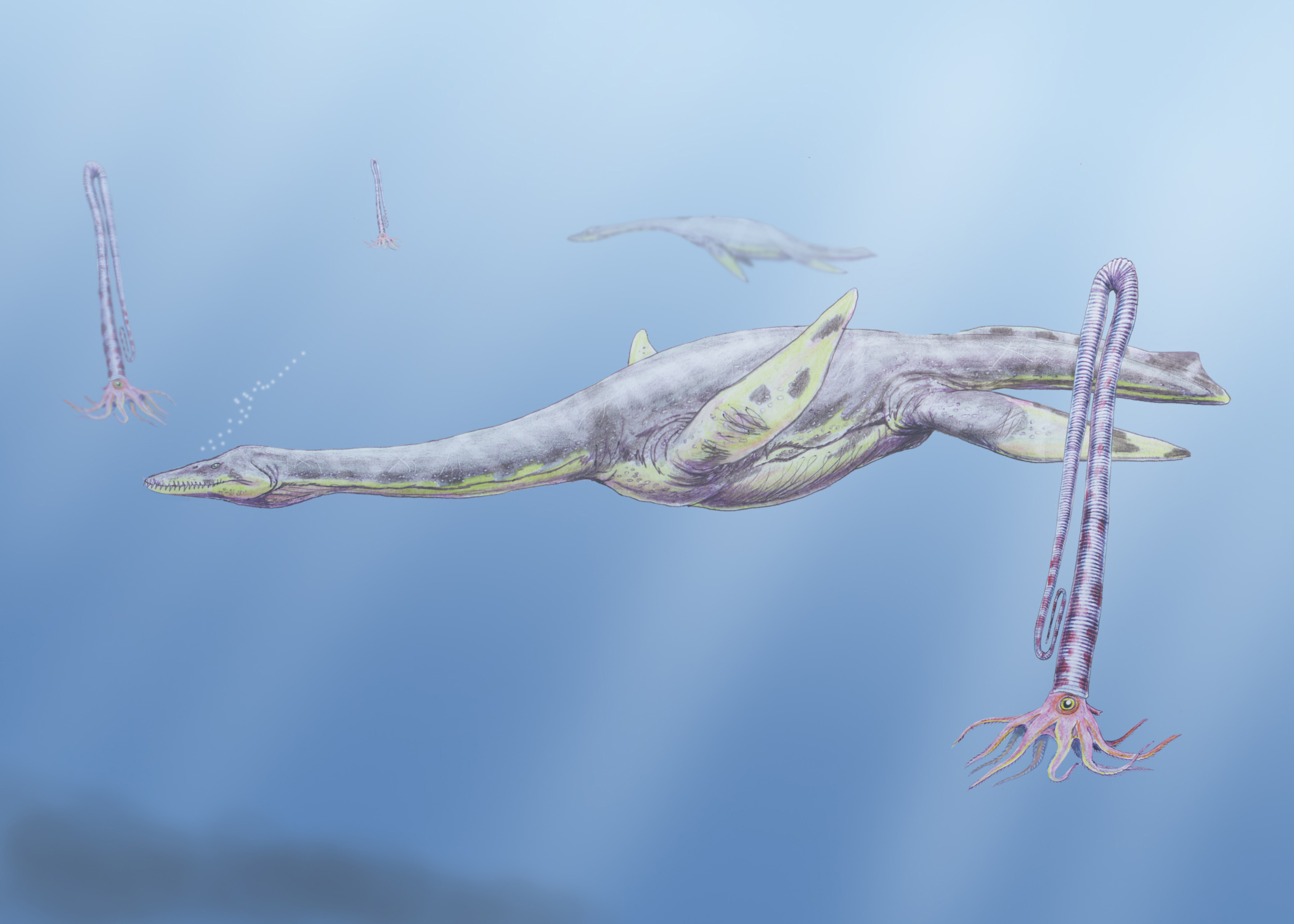
Aristonectes is één der laatst bekende plesiosauriërs

Op het eind van het Krijt, 66 miljoen jaar geleden, stierven alle plesiosauriërs uit. Zij waren niet de enige groep die dit toen overkwam: hun verdwijnen maakte deel uit van een algemeen uitsterven van bijna alle grote Amniota, dus de gewervelde niet-amfibische landdieren en hun afstammelingen in de zee, tijdens de Krijt-Paleogeengrens. Net als bij die andere dieren, is het voor de plesiosauriërs nog steeds een twistpunt of het uitsterven zeer snel verliep, bijvoorbeeld ten gevolge van een zware meteorietinslag, of een geleidelijk proces was. Omdat er in totaal niet heel veel plesiosauriërsoorten bekend zijn, is die vraag lastig te beantwoorden: hun schaarste kan bij een in feite plots verdwijnen de illusie scheppen van een langzame afneming van de diversiteit doordat er toevallig uit de periode direct vóór de catastrofe geen fossielen van een bepaalde afstammingslijn bewaard bleven, het zogenaamde Signor-Lippseffect. Zo is een van de jongste bekende soorten Aristonectes, maar dat betekent allerminst dat hij de laatste levende plesiosauriër was.
Rekening houdend met dat effect, wijst het vondstpatroon erop dat er op het eind nog minstens twee deelgroepen bestonden: de Polycotylidae en de Elasmosauridae. Het kan echter zijn dat de diversiteit in bouw al eerder substantieel was afgenomen doordat de grote korthalzige Pliosauridae in hun rol van apexpredator waren verdrongen door een geheel nieuwe groep zeereptielen die tijdens het Opper-Krijt sterk in soortenrijkdom toenam: de Mosasauridae.
Net als bij andere op het eind van het Krijt uitgestorven groepen, is ook over de plesiosauriërs wel beweerd dat er nog resten van te vinden waren uit het vroege Paleogeen wat er op zou duiden dat kleine populaties de catastrofe zouden hebben overleefd. Achteraf bleek het dan steeds te gaan om foute identificaties dan wel dateringen of verplaatst materiaal.

## Ontdekkingsgeschiedenis

### Eerste vondsten

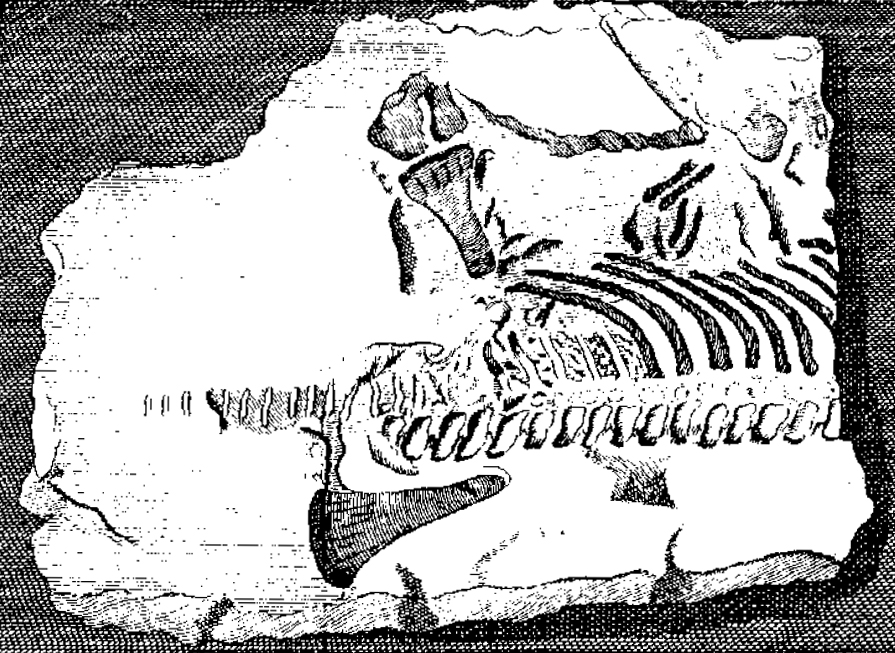
Het eerste geïllustreerde skelet van een plesiosauriër, gepubliceerd door Stukeley in 1719

Beenderen van Plesiosauria behoren tot de allereerste fossielen van uitgestorven reptielen die als zodanig onderkend werden. De eerste vermelde vondsten zijn later weer verloren gegaan maar ons nu nog bekend uit illustraties. De Antwerpenaar Richard Verstegen illustreerde in zijn A Restitution of Decayed Intelligence uit 1605 wervels van plesiosauriërs die hij aan vissen toeschreef en zag als een bewijs dat Groot-Brittannië ooit aan het Europese vasteland verbonden was. De Welshman Edward Lhuyd nam in zijn Lithophylacii Brittannici Ichnographia uit 1699 ook afbeeldingen van plesiosauriërwervels op, die opnieuw als vissenwervels ofwel Ichthyospondyli beschouwd werden. Op dat moment waren er reeds vondsten in rariteitenkabinetten opgenomen waarvan de verblijfplaats nu nog bekend is. In de uitgebreide verzameling van de zeventiende-eeuwse natuurvorser John Woodward bevonden zich al specimina die veel later, eind twintigste eeuw, als exemplaren van plesiosauriërs konden worden gedetermineerd. Omdat ze slechts uit wervels en tanden bestonden, was men zich in de tijd van Woodward nog niet van het speciale karakter van deze fragmenten bewust. Deze fossielen maken tegenwoordig deel uit van de collectie van het Sedgwick Museum.
In 1719 beschreef William Stukeley een half skelet van een plesiosauriër, waarop hij opmerkzaam gemaakt was door de overgrootvader van Charles Darwin, Robert Darwin. Het stuk steenplaat was afkomstig van een steengroeve in Fulbeck en was met het fossiel aan de onderzijde gebruikt ter versteviging van een helling van een drenkplaats in Elston. Nadat de vreemde botten erop ontdekt waren, werd het tentoongesteld in de pastorie als de overblijfselen van een in de Zondvloed verdronken mens. Stukely dacht dat het inderdaad om een "diluviaal" restant ging maar begreep dat het een zeedier betrof, misschien een krokodil of een dolfijn. Het specimen bevindt zich nu in het British Museum of Natural History met als inventarisnummer BMNH R.1330. Het is het oudste min of meer complete skelet van een fossiel reptiel in een museumverzameling. Het gaat wellicht om een exemplaar van Plesiosaurus dolichodeirus.
Eind achttiende eeuw nam het aantal vondsten in Engeland snel toe, zoals in 1774 van een skelet dat veel later benoemd zou worden als Bathyspondylus. Belangrijke verzamelaars waren de dominees William Mounsey en Baptist Noel Turner, werkzaam in de Vale of Belvoir, waarvan de verzamelingen in 1795 beschreven werden door John Nicholls in het eerste deel van diens The History and Antiquities of the County of Leicestershire. Een van Turners gedeeltelijke plesiosauriërskeletten bevindt zich als specimen BMNH R.45 in het British Museum of Natural History; dit wordt tegenwoordig toegewezen aan Thalassiodracon.

### De Plesiosauria krijgen hun naam

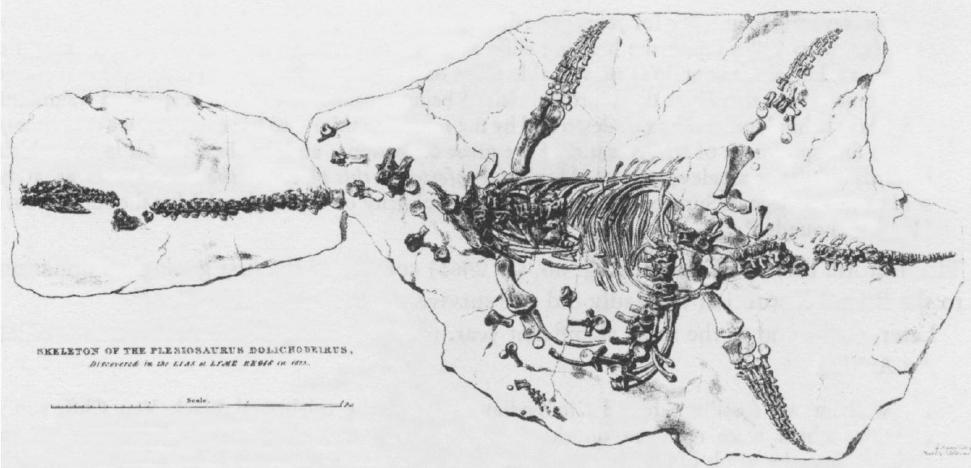
De vondst door Mary Anning uit 1823

Nog in het begin van de negentiende eeuw waren de precieze aard en vorm van plesiosauriërs zeer onduidelijk. Men wist niet of het vissen, zoogdieren dan wel reptielen waren, er werd geen systematisch onderscheid met de Ichthyosauria gemaakt en ook de speciale bouw werd niet begrepen. In 1821 werd de zaak wat opgehelderd door William Conybeare en Henry Thomas De la Beche toen die een geheel nieuw type dier erkenden, afwijkend van Ichthyosaurus. Ze noemden deze vorm Plesiosaurus. De naam is afgeleid van het Oudgrieks πλήσιος, plèsios, "dichter bij" en het gelatiniseerde saurus, in de betekenis van "sauriër", om uit te drukken dat Plesiosaurus in de Scala naturæ dichter dan Ichthyosaurus — die de vorm van een lager staande vis had — bij de Sauria stond. De naam moet dus als "dichter bij de sauriër" gelezen worden, niet als "dichterbij-hagedis". Men baseerde zich bij de beschrijving op verschillende specimina, met name op een exemplaar bestaande uit een flipper en een wervelkolom, OUMNH J.50146, verworven door luitenant-kolonel Thomas James Birch. Hiervan zijn nog delen aanwezig in het Oxford University Museum of Natural History.

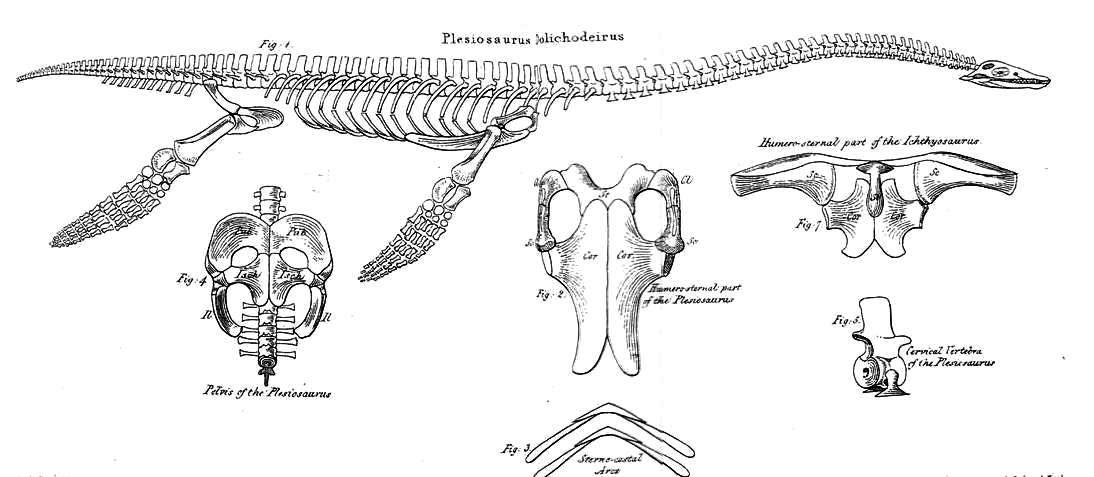
Conybeares illustratie uit 1824

Kort daarop raakte de lichaamsbouw veel beter bekend. In 1823 meldde Thomas Clark een vrijwel complete schedel, vermoedelijk van Thalassiodracon, die nu door de British Geological Survey bewaard wordt als specimen BGS GSM 26035. Hetzelfde jaar vonden Mary Anning en haar familieleden een volledig skelet. Het werd voor een paar honderd pond aangekocht door de Hertog van Buckingham die het ter beschikking stelde van William Buckland. Die liet het op zijn beurt door zijn vriend Conybeare op 24 februari 1824 beschrijven tijdens een voordracht aan de Geological Society of London, op dezelfde vergadering waarin voor het eerst een dinosauriër benoemd werd, Megalosaurus. Nu pas werd duidelijk hoe extreem lang de nek was en hoe klein het hoofd ten opzichte van het lichaam. De combinatie was zo vreemd dat Georges Cuvier eerst vreesde dat zijn Britse collegae het slachtoffer waren geworden van een vervalsing — in juni 1824 verwierf hij echter zelf via Anning het tweede volledige plesiosauriërskelet, gevonden door kapitein Waring, specimen MNHN AC 8592, ook toebehorend aan Plesiosaurus. In latere omschrijvingen zocht men naar vergelijkingen met moderne dieren; de beroemdste is wel die van professor Buckland uit 1832 die het tijdens een college een a sea serpent run through a turtle noemde, een 'zeeslang door een zeeschildpad getrokken', welke beeldspraak, vaak licht gewijzigd, later foutief aan allerlei andere auteurs zou worden toegeschreven. Conybeare gaf Plesiosaurus nu een passende soortaanduiding: dolichodeirus, 'langnek'. Het skelet werd in 1848 door het BMNH aangekocht en heeft daar nu het inventarisnummer BMNH 22656. In de uitgave van de lezing benoemde Conybeare nog een tweede soort: Plesiosaurus giganteus. Dit betrof een vorm met een korte nek en zo werd het begin gelegd van het onderscheid tussen langhalzige en korthalzige plesiosauriërs, de Plesiosauroidea en de Pliosauroidea.

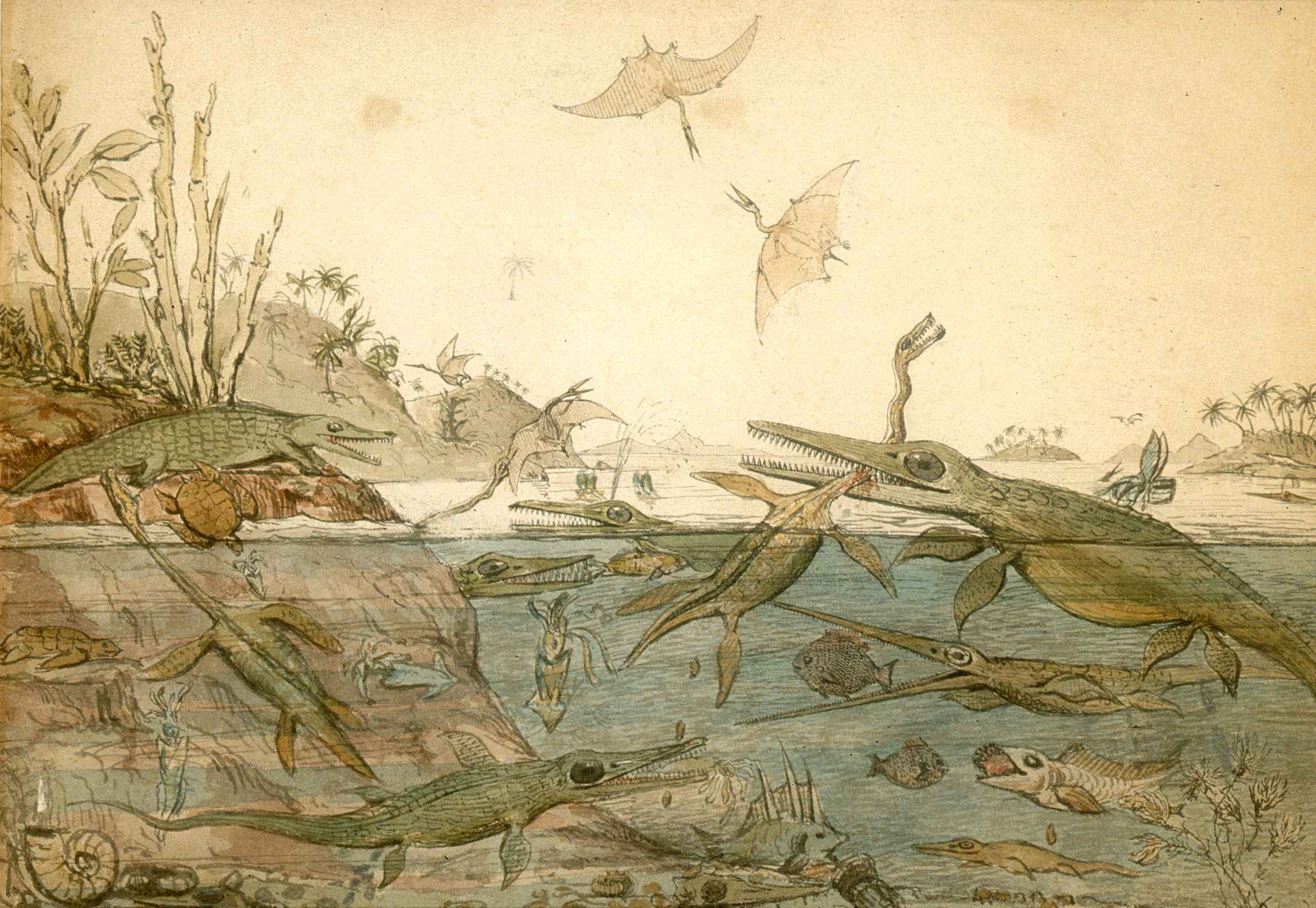
Duria Antiquior

Conybeare en De la Beche lieten de beschrijving uit 1824 vergezeld gaan van een complete getekende skeletreconstructie die laat zien dat ze naar moderne maatstaven al heel goed begrepen hoe het dier in elkaar stak. In 1832 maakte De la Beche voor Mary Anning een aquarel die ze als prent in een wat grotere oplage kon afdrukken en in haar fossielenwinkeltje verkopen. De afbeelding, Duria Antiquior, toonde vermoedelijk voor de eerste keer een prehistorische leefgemeenschap, waarin ook een plesiosauriër te zien was die door een ichthyosauriër in de lange nek werd gebeten, wat een klassieke scène in de paleontologische illustratie zou worden. Het publiek raakte echter vooral bekend met de plesiosauriërs door twee boeken van Thomas Hawkins: Memoirs of Ichthyosauri and Plesiosauri uit 1834 en The Book of the Great Sea-Dragons uit 1840 waarin deze verzamelaar de voorwereldlijke monsters in een Bijbelse context plaatste, als overblijfselen van een pre-adamische wereld en schepselen van de duivel. De fraai geïllustreerde publicaties bevatten ook wetenschappelijke beschrijvingen en waren indertijd de enige standaardwerken op dit gebied.

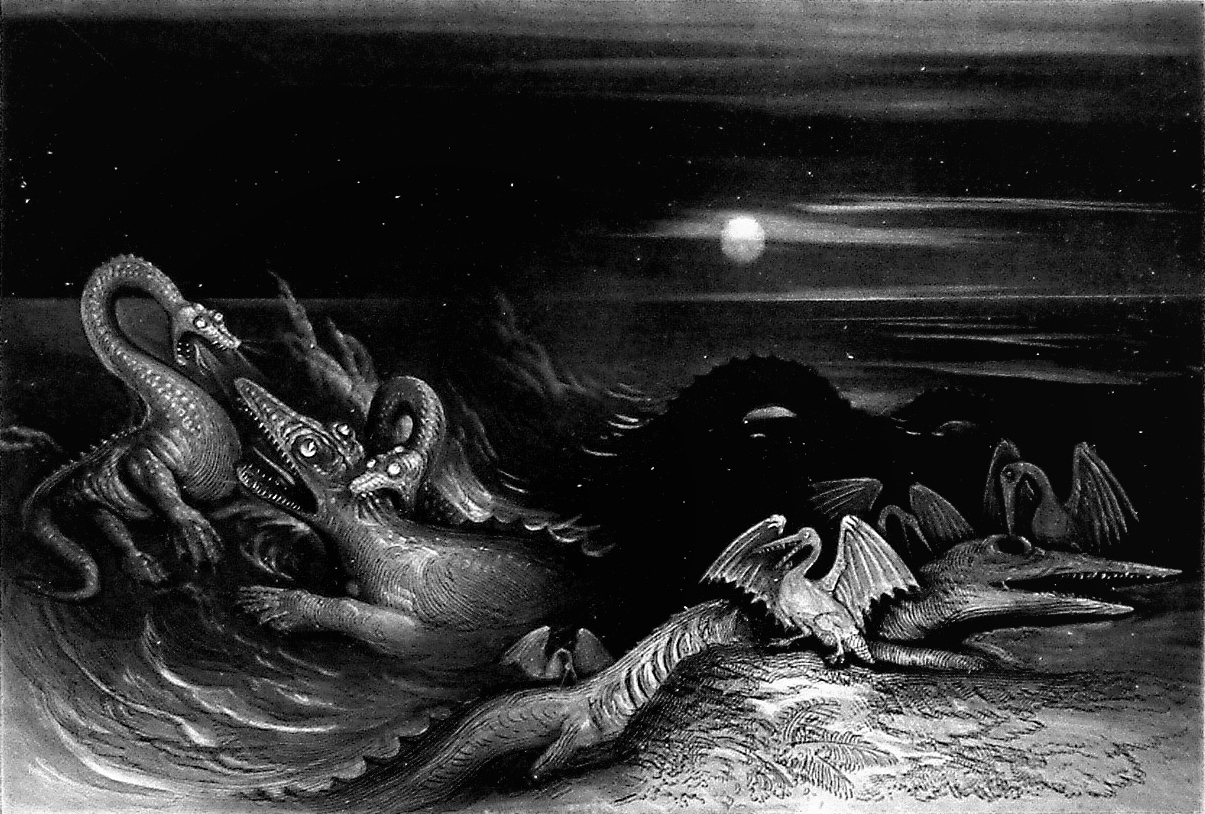
Hawkins demonische plesiosauriërs

In de decennia na 1824 werden er behalve uit Engeland, ook uit Frankrijk en Duitsland plesiosauriërs beschreven. Al die vormen werden eerst in het geslacht Plesiosaurus ondergebracht dat zo op den duur nogal overladen raakte met honderden soorten; Richard Owen alleen al benoemde er een honderdtal. Toch werden er ook hogere indelingen geschapen. Al in 1825 benoemde John Edward Gray een familie Plesiosauridae en in 1835 Henri Marie Ducrotay de Blainville de orde Plesiosauria zelf.
In 1840 kwam T. Hawkins met een tweede en een derde geslacht: Hezatarostinus en Pentatarsostinius hoewel die tegenwoordig als respectievelijk een nomen dubium en een jonger synoniem van Plesiosaurus worden gezien. In 1841 benoemde Owen Pliosaurus brachydeirus. Deze naam sloot aan bij de etymologie van Plesiosaurus dolichodeirus want zij is afgeleid van πλεῖος, pleios, 'voller', omdat deze soort volgens Owen nog dichter bij de Sauria stond. De soortaanduiding betekent 'met korte nek'.

### Amerikaanse vondsten van de late negentiende eeuw
In de verdere negentiende eeuw werden er ieder decennium drie of vier nieuwe geslachten benoemd in een vrij constant tempo dat tot het eind van de twintigste eeuw zou aanhouden. Terwijl voor fossiele landdieren het openleggen van de vindplaatsen in het westen van Noord-Amerika in de tweede helft van de negentiende eeuw tot een vloedgolf aan nieuwe vondsten zou leiden, gold dat voor zeereptielen veel minder. In het bijzonder van plesiosauriërs waren daarvoor de resten in de mariene afzettingen van de vroegere Western Interior Seaway simpelweg te schaars. Wel zou een bepaalde ontdekking het begin zijn van de beruchte Bone Wars tussen de rivaliserende paleontologen Edward Drinker Cope en Othniel Charles Marsh en een van de beroemdste anekdotes over een plesiosauriër opleveren.

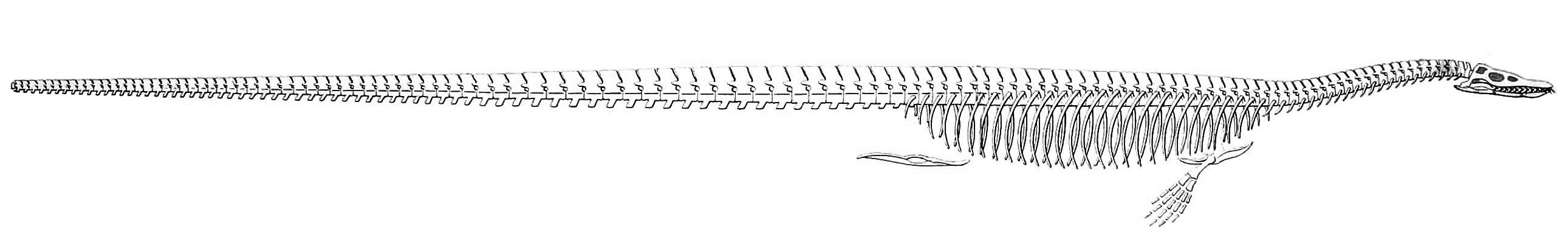
Copes Elasmosaurus met de kop op de staart en zonder achterpoten

In 1867 groef de arts Theophilus Turner bij Fort Wallace in Kansas een zeldzaam compleet skelet op dat hij aan Cope schonk. Die poogde het dier te reconstrueren waarbij hij aannam dat het langste uiteinde van de wervelkolom de staart was, het kortere de nek. Het viel hem al snel op dat het geraamte dat onder zijn handen gestalte kreeg wel heel bijzondere kenmerken vertoonde: de halswervels hadden chevrons en bij de staartwervels zaten de gewrichtsvlakken omgekeerd. Opgetogen meende Cope een geheel nieuwe diergroep ontdekt te hebben: de Streptosauria ofwel "gedraaide sauriërs" die behalve een andersom gerichte wervelkolom ook geen achterpoten hadden omdat de lange staart voor de voortstuwing zou dienen. Na een beschrijving gepubliceerd te hebben, gevolgd door een illustratie in een verzamelwerk over amfibieën en reptielen, nodigde hij Marsh en Joseph Leidy uit om de nieuwe Elasmosaurus platyurus te komen bewonderen. Na Copes uitleg een tijdje aangehoord te hebben suggereerde Marsh voorzichtig dat een eenvoudiger verklaring voor de vreemde bouw was dat Cope de wervelkolom achterstevoren ten opzichte van de romp als geheel geplaatst had. Die reageerde hoogst verontwaardigd op deze insinuatie waarop Leidy zwijgend de schedel pakte en tegen de vermeende laatste staartwervel hield waarop nog een stuk van het achterhoofd aanwezig bleek te zijn: Cope had inderdaad de kop op de staart gezet. Hij probeerde vergeefs de hele oplage van het verzamelwerk te laten vernietigen en publiceerde daarna een verbeterde herdruk met een afbeelding waarop de kop aan het goede eind vastzat, die hij dezelfde datum gaf als de eerdere publicatie. Ook verweerde hij zich door te stellen dat hij zijn fout gemaakt had door juist Leidy zelf te volgen, die eerder bij een exemplaar van Cimoliasaurus ook de wervelkolom omgedraaid had. Volgens Marsh koesterde Cope vanaf die dag een diepe wrok tegen hem: he has since been my bitter enemy. Een constructiever gevolg van het incident was dat het de aandacht vestigde op de Elasmosauridae die zelfs voor een plesiosauriër zulke lange nekken hadden dat het Cope meestal vergeven is dat hij dacht met de staart te maken te hebben. In hun rivaliteit benoemden Cope en Marsh zo veel mogelijk plesiosauriërsoorten, meestal op basis van zeer beperkt materiaal. Achteraf bleken de meeste daarvan ongeldig te zijn.

### Twintigste eeuw: stagnatie en wedergeboorte van het onderzoek
Een jongere medewerker van Marsh, Samuel Wendell Williston, vatte een speciale belangstelling voor zeereptielen en in het bijzonder plesiosauriërs op. In 1914 publiceerde hij Water reptiles of the past and present. Hoewel dit boek ten dele populair-wetenschappelijk van aard was, zou het tot in de eenentwintigste eeuw de enige uitgebreidere verhandeling op dit gebied blijven: in 2012 was het eerste moderne standaardwerk in voorbereiding door Olivier Rieppel.
Het midden van de twintigste eeuw was een periode waarin door geldgebrek weinig vondsten van reptielen uit het Mesozoïcum gemaakt werden en zo liep ook voor plesiosauriërs het tempo van de ontdekkingen wat terug. Het theoretisch onderzoek verminderde nog sterker en er werden slechts zeer spaarzaam wetenschappelijke artikelen over plesiosauriërs geschreven. Dat veranderde eind jaren zestig toen moderne denkbeelden over de functionele anatomie ook op deze diergroep begon toe te passen. In de jaren tachtig nam ook de frequentie van de vondsten weer langzaam toe. In de jaren negentig liep dat op tot een record van zeventien geslachten en in het begin van de eenentwintigste eeuw worden er ieder jaar wel drie of vier benoemd, net zoveel als vroeger in een heel decennium. Dit betekent dat ongeveer de helft van de bekende geslachten pas de afgelopen twintig jaar ontdekt is. De vloed aan nieuwe informatie heeft het onderzoek in een stroomversnelling gebracht zodat men wel spreekt van een 'plesiosauriërrenaissance'. Dit betreft niet alleen de details van de vaak bizarre nieuwe soorten: er zijn ook sterk verbeterde fundamentele inzichten verworven over de eigenschappen van de groep als geheel, zoals de stofwisseling, de voortplanting en de verwantschappen. Aan dit laatste heeft in het bijzonder de nieuwe methode van de cladistiek bijgedragen die het mogelijk maakt de stamboom van een diergroep exact te berekenen.

#### De invloed van het "Monster van Loch Ness"
In 1934 werd door de publicatie van een vermeende foto van het dier het Monster van Loch Ness wereldberoemd. Een van de verklaringen voor dit verschijnsel was dat het een plesiosauriërsoort zou betreffen die het uitsterven van zijn verwanten 66 miljoen jaar geleden overleefd zou hebben door zijn toevlucht in het Loch Ness te zoeken. Deze hypothese wordt door wetenschappers niet serieus genomen. Gezien de beperkte en afgesloten habitat is er maar een zeer kleine populatie mogelijk, waardoor het zeer onwaarschijnlijk wordt dat deze zo'n lange periode stand heeft kunnen houden. Daarbij bestaat het meer slechts 12 000 jaar. Toch is het voor plesiosauriëronderzoekers onmogelijk gebleken dit monster simpelweg te negeren. Het grote publiek is het begrip plesiosauriër er namelijk helemaal mee gaan identificeren. Dit heeft als voordeel dat de diergroep veel bekender geworden is dan anders het geval geweest zou zijn. Het vaak betreurde nadeel is echter dat het onderzoek net zomin serieus genomen wordt als het monster zelf en veel mensen niet geloven dat plesiosauriërs echt bestaan hebben. Steeds opnieuw moet worden uitgelegd dat het niet om fabeldieren of fantasiebeesten gaat.

## Beschrijving

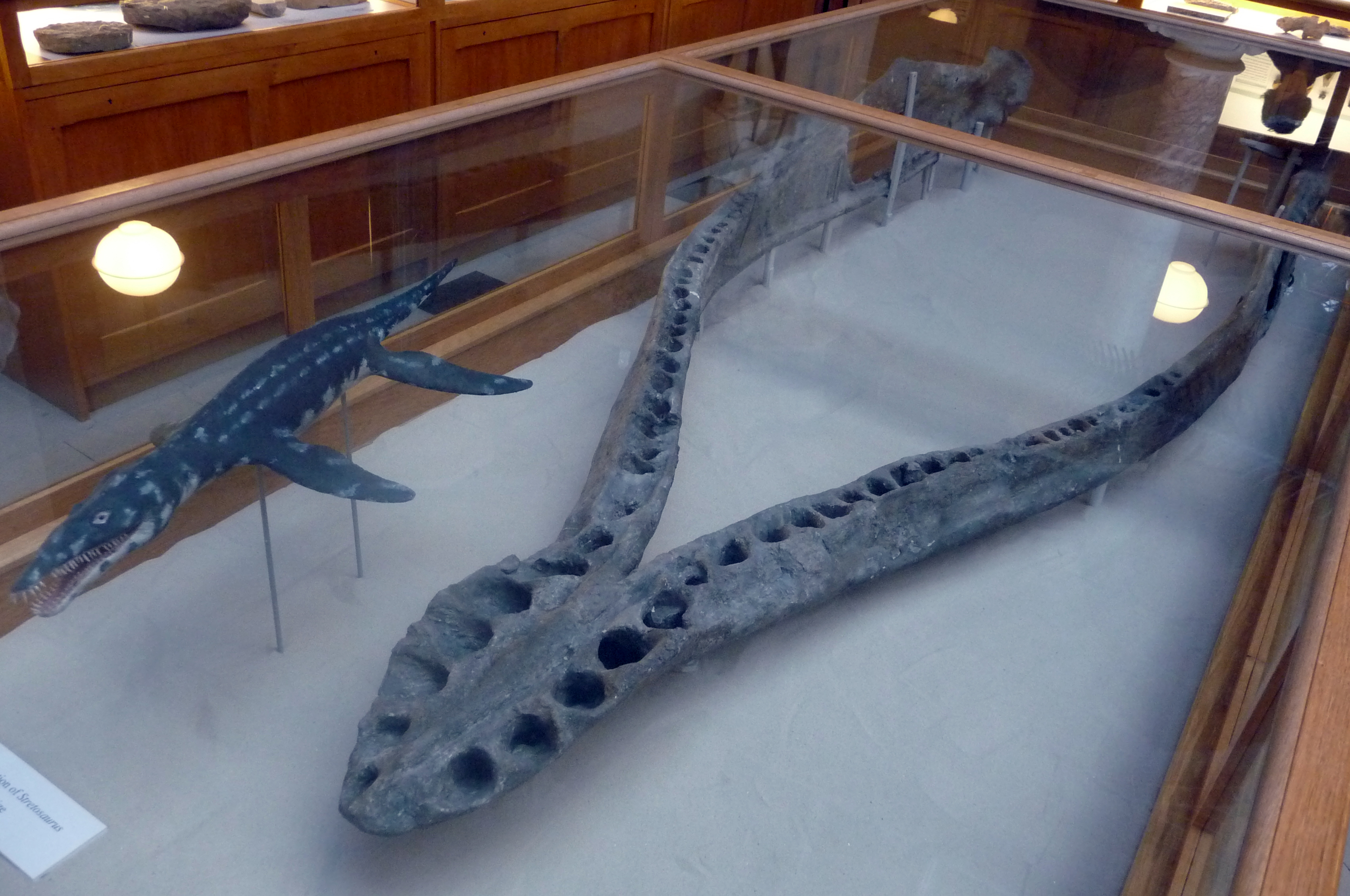
Afgietsel van de onderkaken van Stretosaurus

### Algemene bouw, grootte en onderscheidende kenmerken
De volwassen grootte van plesiosauriërs varieerde sterk. De kleinste soorten die uit in verband liggende skeletten bekend zijn, werden ongeveer anderhalve meter lang; de grootste bereikten wellicht een lengte van zo'n vijftien meter. Uit losse botten, waaronder een mandibula, een stel onderkaken, van 2,9 meter lengte, zou afgeleid kunnen worden dat er zelfs plesiosauriërs van zeventien meter lang moeten hebben bestaan. Het laatste specimen, OUM J.10454, is in de jaren tachtig van de vorige eeuw verworven door het Oxford University Museum. Het is eens beschreven als een apart geslacht, Stretosaurus, maar wordt ook wel toegewezen aan Liopleurodon of beschouwd als een Pliosaurus macromerus. Overigens meende Colin McHenry in 2009 dat de kaken slechts 2499 millimeter lang waren en dat dit duidde op een lichaamslengte van 12,726 meter bij een gewicht van 19,291 ton.
Alle bekende plesiosauriërs zijn zeedieren en sterk aangepast aan het leven in het water. Voor gewervelde zeedieren zijn er twee belangrijke wijzen van voortbeweging. Het lichaam wordt of voortgestuwd door het als geheel een golvende beweging te laten maken of bewogen door een slaande beweging van de ledematen. Het is deze laatste methode die de plesiosauriërs toepassen. Aangezien de romp niet hoeft te golven, is de ruggengraat erg stijf en het torso dik of zelfs afgeplat. Het is wel sterk gestroomlijnd. De staart heeft geen belangrijke bewegingsfunctie en kan dus kort zijn. De ledematen, zowel de voorste als de achterste, zijn daarentegen erg groot, vaak zo lang als de hele romp. De nek is matig tot extreem lang. De kop varieert sterk in grootte.
Bij de afsplitsing van de Plesiosauria van hun naaste verwanten, de Pistosauridae, zijn er nieuwe eigenschappen ontwikkeld die oorspronkelijk zijn voor de plesiosauriërs: hun synapomorfieën. Welke dat precies zijn, is niet helemaal zeker omdat door nieuw onderzoek kan blijken dat bepaalde kenmerken zich pas later ontwikkeld hebben of juist al voor het afsplitsingspunt tot ontwikkeling kwamen. Vooral de vondst van echte plesiosauriërs uit het late Trias zou zo het aantal in aanmerking komende eigenschappen kunnen verminderen. Mogelijke onderscheidende kenmerken van de groep zijn: een verlengde schoudergordel en bekken; een gescheiden darmbeen en schaambeen; goed ontwikkelde buikribben; sterk afgeplatte ledematen; en gepaarde gaten in de onderkant van de wervels.

### Skelet

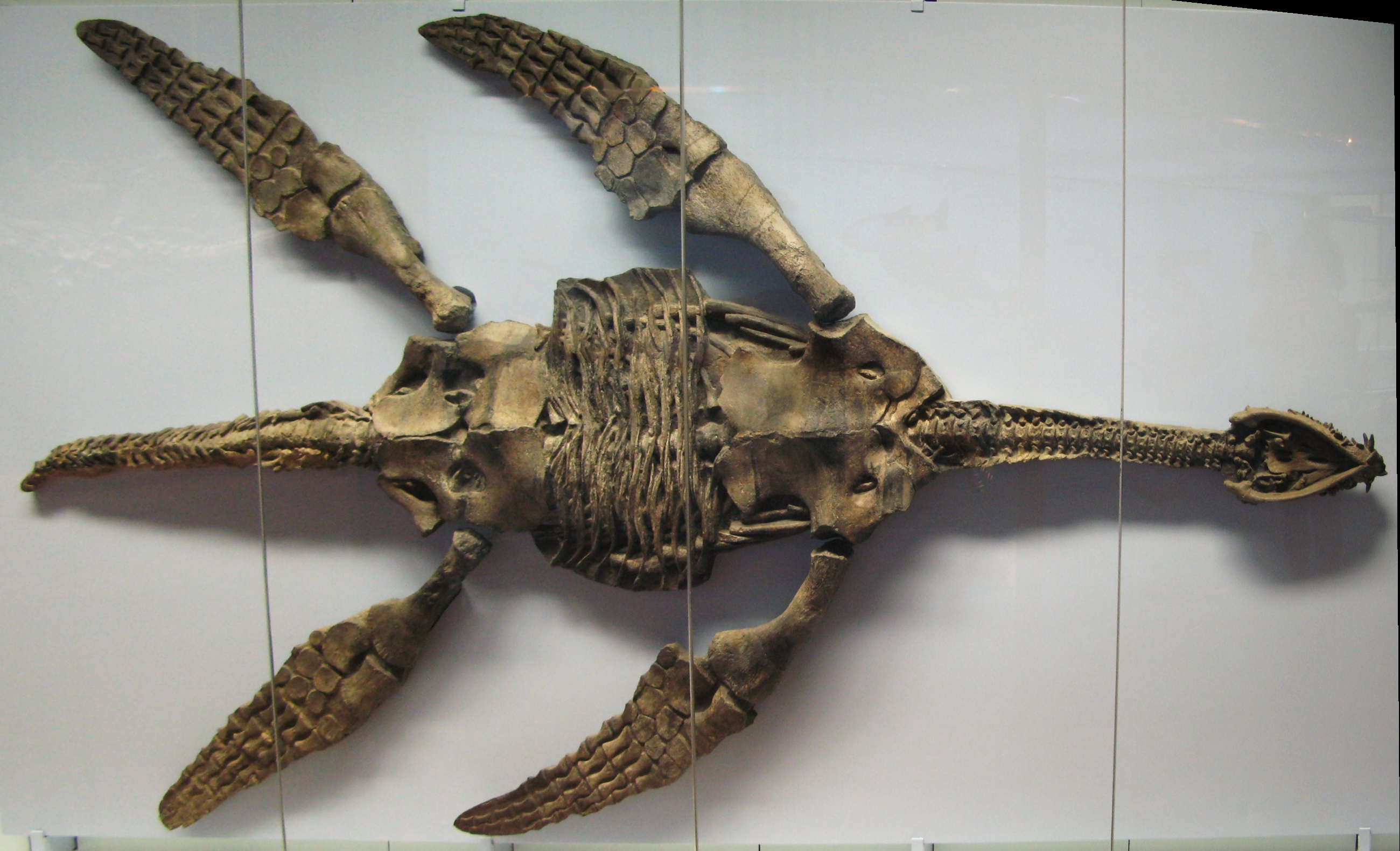
Meyerasaurus, hier van de onderzijde getoond, laat goed de typische kenmerken van het plesiosauriërskelet zien

De voorste ledematen zijn bij plesiosauriërs meestal iets langer dan de achterste. Het opperarmbeen en het dijbeen vormen sterk gelijkende grote afgeplatte botten. Hoewel de plesiosauriërs afstammen van landdieren, zijn de vingers en tenen niet meer apart te bewegen en kunnen zelfs als geheel niet meer in belangrijke mate gebogen worden. Ze zijn veranderd in vijf parallel lopende rijen met een sterk vergroot aantal kootjes, een verschijnsel dat hyperfalangie genoemd wordt. Bij sommige soorten zijn wel achttien kootjes in één rij aanwezig. Alle gewervelde landdieren behoren tot de beenvisachtigen, de Osteichthyes, en de handen en voeten van de plesiosauriërs zijn door de hyperfalangie min of meer teruggekeerd naar de oorspronkelijke vinvorm van deze groep. De vijfde vinger staat wat hoger. Boven de kootjes zijn de botten van de onderarm — de ellepijp en het spaakbeen — de zes handwortelbeentjes en de vijf middenhandsbeenderen, respectievelijk de botten van het onderbeen — het scheenbeen en het kuitbeen — de voetwortelbeentjes en de middenvoetsbeenderen tot platte ondersteunende elementen geworden.
De ledematen zijn verbonden met een sterk gewijzigde schoudergordel en bekken, die getransformeerd zijn tot grote platte beenplaten aan de onderzijde van het lichaam. In de schoudergordel zijn de ravenbeksbeenderen de belangrijkste elementen die bijna de hele borst bedekken. De schuine voorrand van de romp richting nek wordt onderaan ondersteund door de veel kleine schouderbladen die vooraan ieder uitlopen in een sleutelbeen. Tussen de sleutelbeenderen bevindt zich een klein os interclaviculare. Uitlopers van schouderblad en ravenbeksbeen samen vormen het schoudergewricht.
De bekkenplaat wordt gevormd door de achterste zitbeenderen en de grotere schaambeenderen. Uitlopers daarvan vormen samen de heupgewrichten. De darmbeenderen raken het eigenlijke heupgewricht niet meer maar zijn veranderd in kleine elementen die aan de staartbasis liggen. Tussen schoudergordel en bekken wordt de romp verstijfd door een kooi van aaneengesloten buikribben, die wel het plastron genoemd wordt, als bij de schildpadden. De gepaarde buikribben hebben ieder een middenstuk en een zijstuk.
In de wervelkolom worden de ruggenwervels gekenmerkt door een paar aderopeningen op de onderkant. De halswervels dragen bij vroege vormen ribben met twee ribkoppen maar bij latere soorten zijn de nekribben via een enkel gewricht verbonden met de wervellichamen, die zelf platte of licht holle uiteinden hebben. Bij de voorste ruggenwervels, ofwel borstwervels, verhuizen die gewrichtsvlakken geleidelijk naar boven, de wervelboog op, waar ze zich ook bij de lendenwervels bevinden, op verlengde zijuitsteeksels. Over de reeks van de sacrale wervels en de voorste staartwervels gaan deze gewrichten weer naar beneden, terug naar de wervellichamen. De staartwervels dragen aan de onderkant uitsteeksels, de haemaalbogen of chevrons. Het aantal wervels is zeer variabel tussen de verschillende soorten. Er kunnen negentien tot tweeëndertig ruggenwervels zijn, waarvan twee tot vijf borstwervels. Het aantal sacrale wervels varieert van twee tot zes; van de staartwervels zijn er eenentwintig tot vierendertig.
Voor wat betreft de romp, de ledematen en de staart zijn de plesiosauriërs in hun bouw conservatief, dat wil zeggen: ze variëren daarin maar weinig. Dat geldt echter niet voor de nek en de kop. In de bouw van die twee lichaamsdelen zijn duidelijk twee groepen te onderscheiden. De meeste plesiosauriërs hebben een lange nek en een kleine kop. Die worden plesiosauromorf genoemd. Een belangrijk aantal heeft een korte nek en een grote kop. Die worden pliosauromorf genoemd. Vroeger werd wel aangenomen dat deze twee groepen "natuurlijk" waren, dus aparte aftakkingen vertegenwoordigden van de plesiosauriërstamboom waarvan de leden nauwer aan elkaar verwant waren dan aan de soorten van de andere tak. Later werd duidelijk dat dit voor de pliosauromorfe soorten in ieder geval niet geldt.

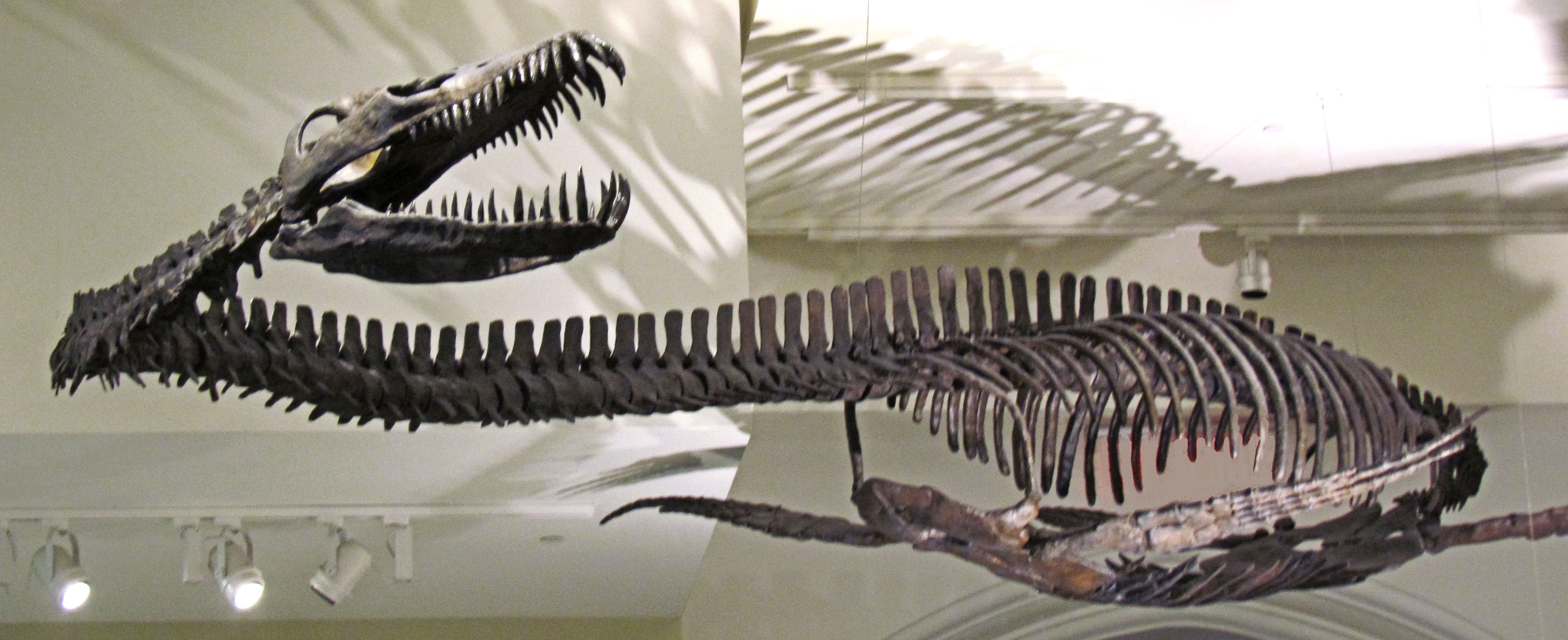
De nek van deze elasmosauride is lang maar stijf

Beide vormgroepen delen ondanks hun verschillen bepaalde fundamentele kenmerken van nek en schedel. De lengte van de nek wordt niet zozeer bepaald door de afzonderlijke halswervels te rekken of verkorten maar door hun aantal te variëren. Bij korthalzige vormen ligt dit zo laag als elf; bij langhalzige vormen kan dat tot boven de zeventig oplopen. Elasmosaurus heeft er tweeënzeventig en werd lange tijd als recordhouder gezien; in 2012 werd echter de elasmosauride Albertonectes beschreven die er zesenzeventig heeft. Dit brengt mee dat er in de nek een groot aantal gewrichten aanwezig is. Lange tijd hebben veel onderzoekers daaruit afgeleid dat de nek dus erg buigbaar moest zijn geweest. Nader onderzoek heeft echter aangetoond dat de gewrichten weinig beweging toestaan. Vooral een kromming naar boven toe wordt erg beperkt. Veel oudere illustraties tonen plesiosauriërs met een soort 'zwanenhals' maar in feite is die houding onmogelijk, hoewel de nek in een neutrale stand van de wervels wel een lichte verticale S-bocht maakte. Zijdelings is de bewegingsvrijheid groter maar ook in het platte vlak kan geen sterke S-bocht gevormd worden. Williston begreep dit alles al in 1914 maar pas eind twintigste eeuw zou dit inzicht gemeengoed worden.
Ook de schedel toont enkele vaste kenmerken. Plesiosauriërs zijn Diapsida die meestal aan beide zijden van de schedel een onderste en een bovenste slaapvenster hebben, openingen waardoor belangrijke groepen kaakspieren konden lopen. Bij de voorouders van de plesiosauriërs zijn de onderste slaapvensters weggevallen zodat alleen de bovenste overbleven, wat de 'euryapside' toestand genoemd wordt. Die bovenste slaapvensters vormen grote gaten boven achter in de schedel. Daartussen bevindt zich een opening tussen beide wandbeenderen waarin zich een lichtgevoelig orgaan bevond, een 'derde oog' of pariëtaaloog midden op de kop; bij de Elasmosauridae en de Cryptoclidia was dit gat door been overgroeid. Vóór de slaapvensters liggen de meestal sterk naar boven gerichte oogkassen; bij de Piosauridae zijn die meer zijwaarts geplaatst. Daarin zijn vaak ondersteunende scleraalringen te vinden waarvan de vorm aantoont dat de ogen aangepast waren aan het zien onder water. Voor de oogkassen bevinden zich de hooggelegen buitenste neusgaten die met de interne neusgaten via groeven verbonden zijn zodat het water opgesnoven en geroken kon worden. Deze binnenste neusgaten, de choanae, liggen extreem vooraan in het verhemeltebeen, het os palatinum, dat met zijn achterrand een tweede paar gaten begrenst die toegang bieden tot het holle binnenste van de achterste schedel waarin de hersenpan hangt. Er is echter een alternatieve interpretatie waarin deze achterste gaten homoloog zijn aan de interne neusgaten en de vermeende voorste neusgaten slechts de behuizing zijn van een paar zoutklieren. De afstand tussen oogkassen en neusgaten is typisch nogal beperkt doordat de eigenlijke neusbeenderen sterk gereduceerd zijn of ontbreken. De beenderen van de snuit, de praemaxillae, grenzen met hun achterkant direct aan de voorhoofdsbeenderen en bij de laatste Elasmosauridae lopen ze zelfs naar achteren door tot aan de wandbeenderen. Bij veel soorten ontbreken ook de traanbeenderen en verbenen elementen van de onderste hersenpan niet.
De tanden van plesiosauriërs zijn tussen de soorten zeer variabel in aantal, grootte en vorm maar meestal gepunt. Ze staan in aparte tandkassen en werden permanent gewisseld. De vervangingstanden groeiden aan de binnenzijde en werden door resorptie in de tandkas opgenomen. De tanden zijn meestal kegelvormig met een ronde of, zeldzamer, ovale doorsnede. Het tandemail heeft verticale richels; echte snijranden ontbreken. In de praemaxilla, het voorste schedelbot, staan vier tot zes tanden, meestal vijf. In het bovenkaaksbeen staan veertien tot vijfentwintig tanden. In de onderkaak staan ongeveer evenveel tanden als in de hele bovenkaak; een precies interval is nooit bepaald. Een uitzondering vormen enkele soorten met honderden zeer dunne naaldvormige tanden; het exacte aantal is nergens vastgesteld. Sommige soorten hebben vooraan erg lange in elkaar grijpende tanden waarmee glibberige prooien vastgehouden konden worden.

### Weke delen

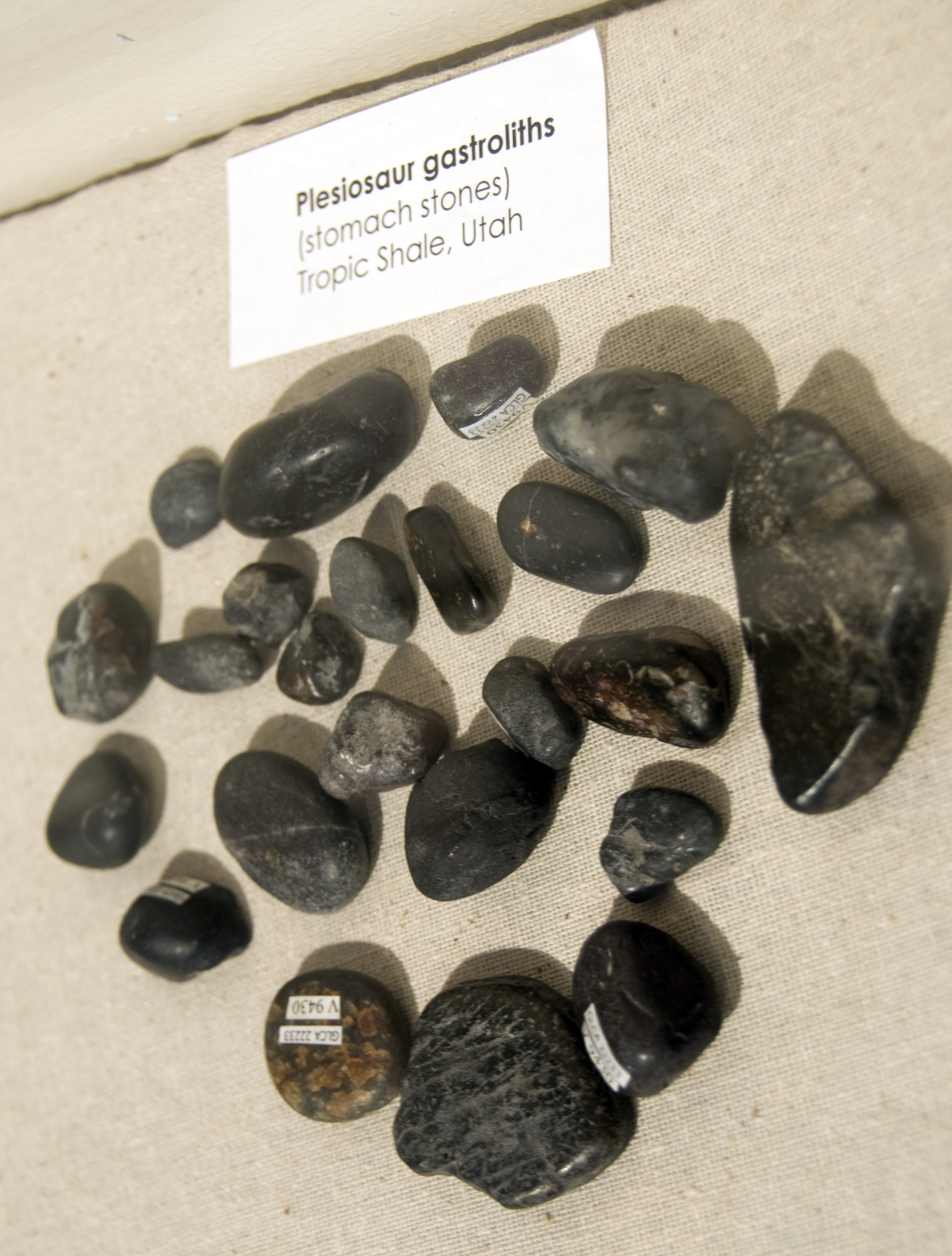
In een plesiosauriërfossiel gevonden gastrolieten

Bij plesiosauriërs is het een uitzondering als iets van de zachte organen bewaard is gebleven. Een enkele keer, vooral bij conservering in leisteenplaten, komt het echter voor dat omzettingsresten van de weke delen zichtbaar zijn, vaak als een soort omtrek van het lichaam. Een bekend exemplaar in dit verband is het in 1881 beschreven holotype van Plesiosaurus conybeari dat later tot Attenborosaurus hernoemd zou worden. Dat leek te tonen dat de huid erg glad was, kennelijk zonder schubben maar met lichte rimpels, dat de achterrand van de vinnen een stuk buiten de skeletdelen uitstak en dat de staart bovenop een lange zachte vin droeg. In 2017 werd het holotype van Mauriciosaurus beschreven dat bedekt bleek met de resten van een dikke gestroomlijnde laag vetweefsel met daar bovenop een dunne huid voorzien van rechthoekige schubjes van twaalf bij twee millimeter.
Uit de botten is ook veel over het spierstelsel op te maken. Aan de platen die door de schoudergordel en het bekken aan de onderkant van het lichaam gevormd werden, zaten spieren vast die kennelijk zeer krachtig waren gezien de omvang van deze elementen. Deze bewogen de voorste en achterste ledematen tijdens het zwemmen. Zowel de opperarmbeenderen als de dijbeenderen zijn dicht bij de romp versmald. De bases van de ledematen waren bij het levende dier echter niet speciaal dun maar puilden eerder uit: de ruimten werden gevuld door spiergroepen zoals bij de arm de musculus biceps brachii en musculus triceps brachii.
Van de maag zelf is niets bewaard gebleven maar wel vaak de maagstenen of gastrolieten die plesiosauriërs inslikten. Hun functie is nog onduidelijk: ze kunnen gediend hebben voor de spijsvertering, als ballast om te duiken of ter verbetering van de stabiliteit. De eerste gastrolieten bij een plesiosauriër, Mauisaurus gardneri, werden in 1877 gemeld door Harry Govier Seeley. Het aantal maagstenen was vaak erg groot: in 1949 werden er bij een fossiel van Alzadasaurus (specimen SDSM 451, later hernoemd tot Styxosaurus) 253 geteld. Ook het gewicht per individuele steen was vaak niet gering. In 1991 werd bij een specimen van een elasmosauride, KUVP 129744, een gastroliet aangetroffen met een doorsnee van zeventien centimeter en een gewicht van 1,3 kilogram; een wat kortere steen woog 1490 gram. In totaal waren zevenenveertig maagstenen bij het exemplaar aanwezig met een totaalgewicht van ruim dertien kilogram. De grootte van de stenen is gezien als bewijs dat ze niet toevallig werden ingeslikt, maar speciaal uitgezocht waarbij het dier wellicht honderden kilometers aflegde op zoek naar geschikte steensoorten.

## Levenswijze

### Leefgebied
Plesiosauriërs zijn in alle oceanen van het Mesozoïcum teruggevonden. De vindplaatsen bevinden zich in wat toen kustwateren waren. Het is bepaald waarschijnlijk dat plesiosauriërs meestal bij de kust leefden aangezien daar veel voedsel te vinden is. De reden dat de gevonden fossielen zich grotendeels tot kustwateren beperken is echter dat daar de meeste sedimentatie plaatsvindt, zodat karkassen juist daar gefossiliseerd worden en dat de meeste oceaanbodem van die ouderdom of door subductie, het door platentektoniek onder een continent schuiven, vernietigd is of voor ons ontoegankelijk is. Plesiosauriërs die op open zee leefden, hebben zo veel minder kans om door de wetenschap ontdekt te worden. De diepere oceanen waren in het Mesozoïcum overigens meestal erg warm en anoxisch, zuurstofloos, zodat ze weinig productief waren.
Soms worden plesiosauriërfossielen ook wel gevonden in sedimenten waarvan men op grond van andere fossielen vermoedt dat die in zoet of brak water zijn afgezet. Het is omstreden of de aanwezigheid van plesiosauriërs erop duidt dat men zich daar dan in vergist heeft of dat er ook zoetwaterplesiosauriërs bestonden of althans plesiosauriërs die weleens een rivier op zwommen. Vooral voor de kleinere Leptocleididae wordt dit soms aangenomen. In 2013 werd ook een wat grotere soort gemeld met een lengte van vier meter.

### Voedsel

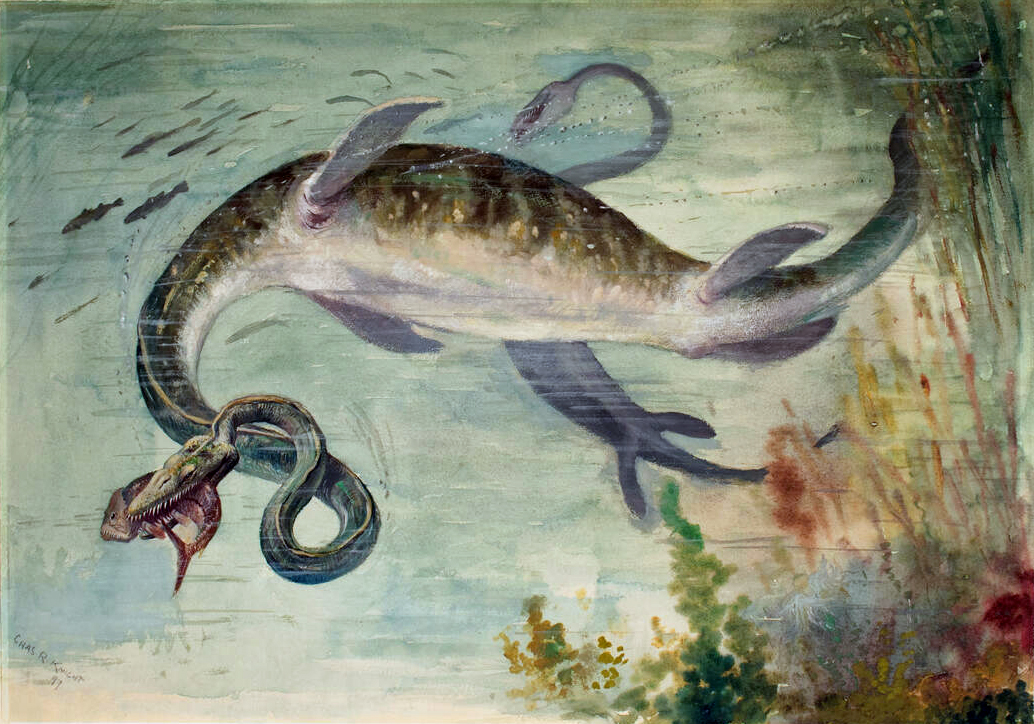
In de negentiende eeuw dacht men dat plesiosauriërnekken als een slang konden kronkelen zoals hier afgebeeld in een illustratie van Charles Knight uit 1897

Plesiosauriërs waren gespecialiseerde roofdieren. De vormen met een lange nek en een kleine kop hebben typisch lange spitse kegelvormige tanden die zeer geschikt zouden zijn een glibberige prooi vast te houden zoals vissen en inktvissen. De maaginhoud van sommige fossielen toont inderdaad de resten van vissen en ammonieten; van deze laatste koppotigen in het bijzonder de snavels. De vormen met een korte nek en lange kop hebben krachtiger tanden waarmee een grotere prooi gedood zou kunnen worden. Die zou kunnen bestaan uit grotere inktvissen en beenvissen, maar ook uit dieren die zelf vrij grote roofdieren waren zoals haaien, ichthyosauriërs en kleinere plesiosauriërs.

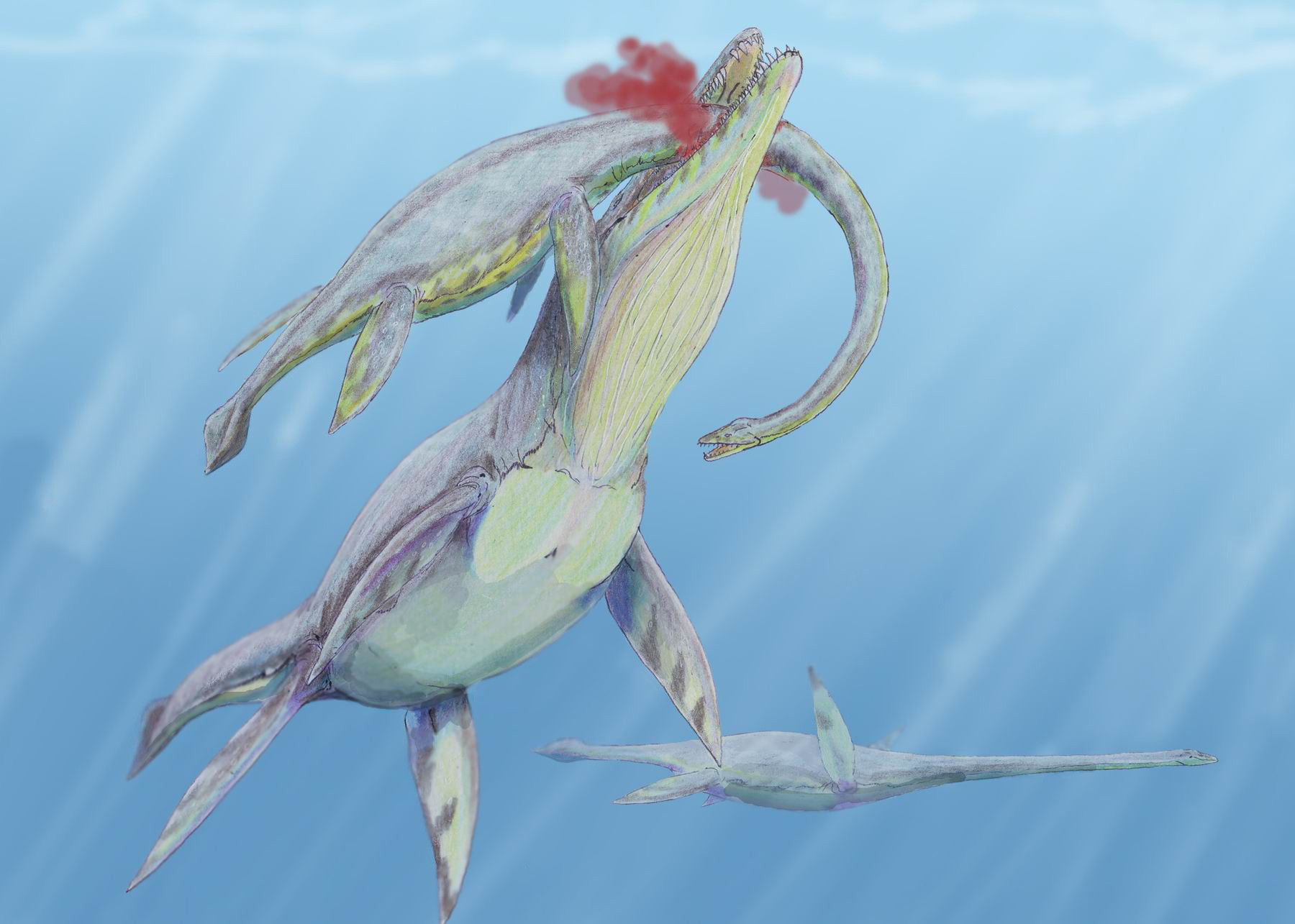
Pliosauridae joegen vermoedelijk vanuit een hinderlaag op grote prooien

De jachtwijze van korthalzige vormen denkt men wel te begrijpen: vermoedelijk joegen die als tegenwoordige grote zeeroofdieren door middel van achtervolging of het in de diepte leggen van een hinderlaag, waarbij de jager wachtte tot het donkere silhouet van een overzwemmend dier zich tegen de lichtere waterspiegel aftekende. Als de prooi gegrepen was, werden met een schuddende beweging brokken vlees uit zijn lichaam gescheurd. Geen enkel huidig zeeroofdier heeft echter ook maar bij benadering een neklengte als die van de 'plesiosauromorfe' plesiosauriërs. Het ontbreekt ons dus aan een bestaand model dat inzicht kan verschaffen in hun jachttactiek. In de negentiende eeuw waren daar drie belangrijke concurrerende hypothesen over. Een populaire gedachte was dat de lange nek simpelweg diende om tijdens de achtervolging de kop wendbaarder te maken zodat die de plotse uitwijkmanoeuvres van een prooi kon volgen. De relatieve stijfheid van de romp zou daarmee dan gecompenseerd worden. Een al vroeg door Conybeare zelf geopperde alternatieve mogelijkheid was dat plesiosauriërs op de bodem gingen liggen en hun kop en nek als het ware uitzonden om naar een prooi te zoeken. Daar zouden ook de omhoog gerichte ogen op wijzen. Toen maagstenen in de fossielen gevonden werden, zag men dat als een bevestiging: die zouden als ballast moeten hebben voorkomen dat het dier afdreef. Een derde voorstel van Conybeare was dat ze juist aan het wateroppervlak zwommen en hun nek lieten afhangen om met de kop in de diepte te hengelen.

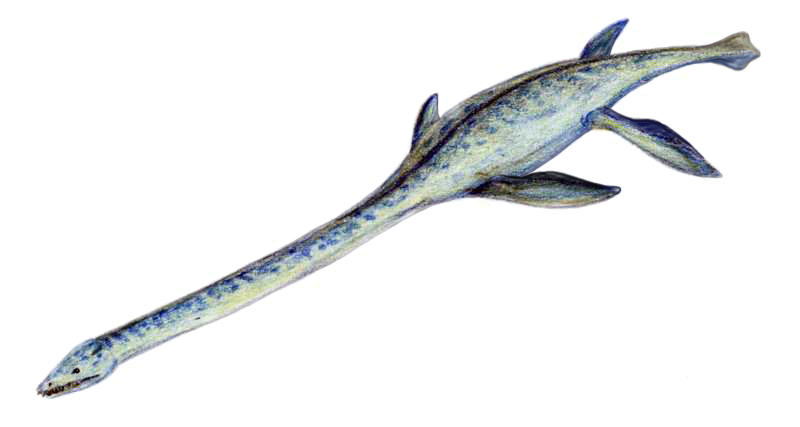
In feite waren de nekken echter stijf

Het moderne inzicht dat de lange nek in plaats van flexibel juist bijzonder stijf was, past slecht bij alle drie de hypothesen. Eén voordeel van een stijve nek zou zijn dat de zwemsnelheid hoger kan liggen: het dier kan meer vaart maken zonder dat de nek als een onhandig vóór het zwaartepunt van het lichaam liggend stuurvlak omslaat. Hieruit is geconcludeerd dat plesiosauromorfe soorten snel scholen vissen in zwommen, waarbij de plots opduikende kop een prooi greep voordat die door de drukgolf of het zicht van de naderende grote romp gewaarschuwd kon worden. Een hypothese die in de eenentwintigste eeuw populair geworden is, ziet een verband met raadselachtige diepe voren die vaak op mesozoïsche zeebodems te vinden zijn. Die zijn in 1998 door Jörn Geister verklaard als de sporen van plesiosauriërs die met hun lange stijve nek door de zeebodem ploegden om de daar aanwezige zeedieren, de benthos, te verstoren, waarna de opzwemmende prooien gegrepen werden. In 2005 werd de vondst gemeld van Elasmosauridae in Australië waarbij gebroken resten van schelpdieren in de buikholte gevonden waren. De gastrolieten zouden speciaal nuttig geweest zijn om hun harde schelpen te vermalen.
Voor sommige Cryptocleididae opperde Sankar Chatterjee in 1989 dat het geen viseters waren maar filteraars van plankton. Aristonectes bijvoorbeeld heeft honderden dunne tanden waarmee hij kleine kreeftjes uit het water zou kunnen zeven.

### Voortbeweging

#### Roeien of vliegen?
Het is zeker dat plesiosauriërs zich primair voortbewogen door middel van hun grote ledematen en niet door een beweging van de romp of de staart. In dit geval hebben we wel een bestaande diergroep die ons min of meer kan laten zien hoe dat in zijn werk ging want ook de huidige zeeschildpadden stuwen zich op die manier door het water voort. Het is dus niet voor niets dat reeds Buckland er een vergelijking mee trok. Conybeare en De la Beche hadden daar oorspronkelijk ook al naar verwezen en zelfs de aandacht gevestigd op de gelijkenis met vogelvleugels. In hun tijd was deze overeenkomst echter niet zo heel informatief want in de vroege negentiende eeuw begreep men het mechanisme van de voortstuwende slag van zeeschildpadden slechts zeer onvolledig. Men dacht — en nam dat dus ook voor plesiosauriërs aan — dat de poten een roeiende beweging maakten. Daartoe zou de plesiosauriër het vlak van de pootvinnen verticaal hebben gedraaid en deze dan met kracht naar achteren getrokken om zich tegen het water af te zetten. In de herstelfase van de slag zou de vin horizontaal gedraaid zijn om met zo min mogelijk waterweerstand weer naar voren bewogen te worden, zodat de cyclus zich kon herhalen. In de vroege twintigste eeuw begonnen sommige onderzoekers, als uitvloeisel van een verbeterd inzicht in de vogelvlucht, echter te begrijpen dat dieren als zeeschildpadden en plesiosauriërs met hun vinnen wellicht een meer verticale beweging uitvoerden: in 1905 werd dit voorgesteld door Eberhard Fraas en in 1908 door Othenio Lothar Franz Anton Louis Abel. De eerste systematische studie naar het spierstelsel van plesiosauriërs, van David Meredith Seares Watson uit 1924, concludeerde daarentegen dat ze toch roeiden. Een halve eeuw lang zou dit de heersende leer blijven. In 1957 kwam Lambert Beverly Halstead, die indertijd de achternaam Tarlo voerde, met een variant hierop: de achterpoten zouden geroeid hebben maar de voorpoten een stuwende slag naar beneden en achteren hebben uitgevoerd, dus meer een peddelende beweging.
In 1975 wees Jane Ann Robinson er echter op dat het uiterst onwaarschijnlijk moest worden geacht dat plesiosauriërs enige roeiende beweging zouden hebben gemaakt. Een dergelijke slag zou namelijk bijzonder inefficiënt zijn. Bij de afzet gaat veel energie verloren aan turbulenties aan de randen van de vin en de herstelfase zou niets bijdragen aan de voortstuwing. Daarbij blijkt uit de vorm van het schouder- en heupgewricht, de welving van de vin en de plaatsing van de aandrijvende spiergroepen direct boven en onder de vin dat de ledematen niet ingericht zijn om hun grootste kracht te leveren bij een trekkende beweging in verticale stand en dat het zelfs twijfelachtig is of die überhaupt ingenomen kon worden.

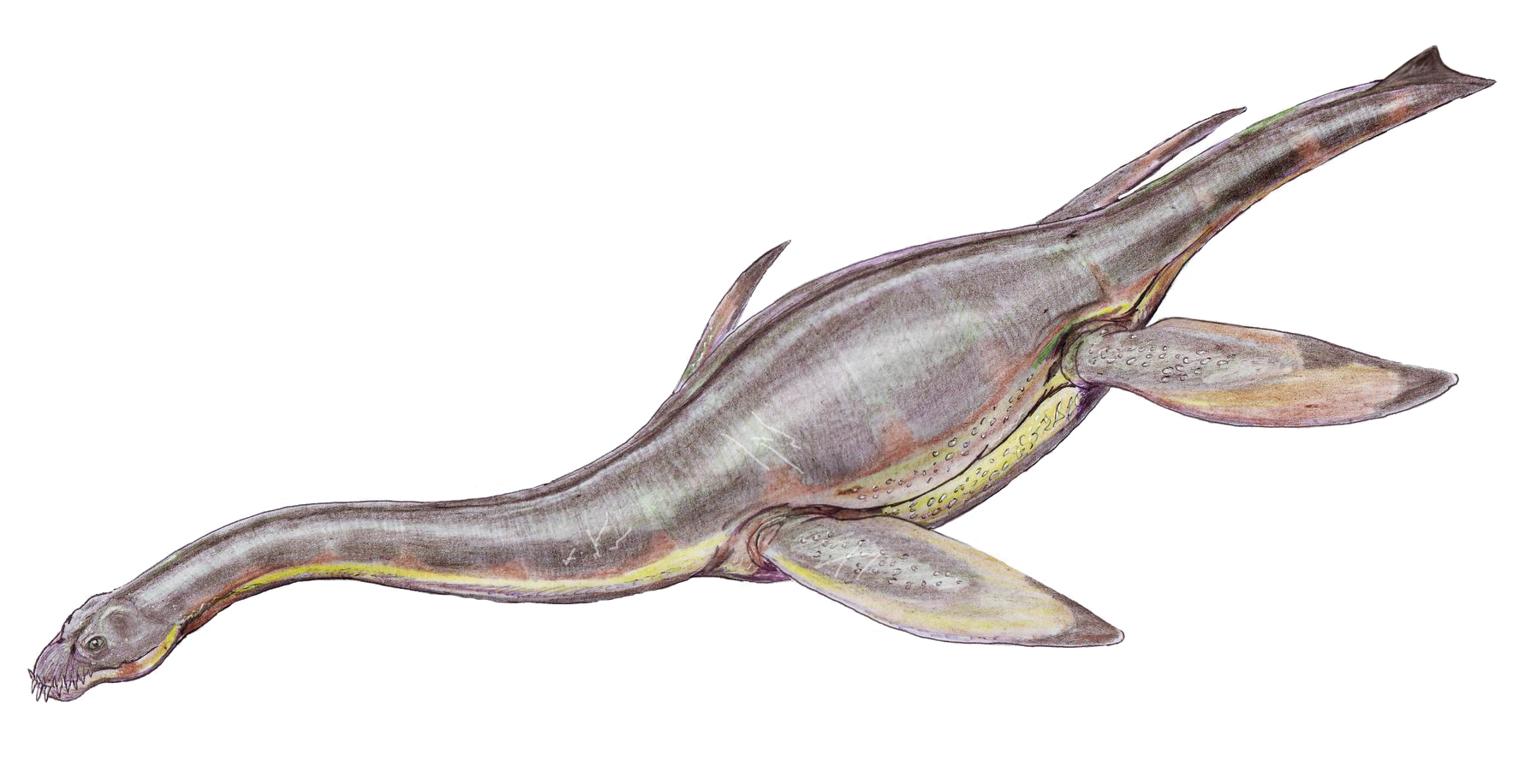
Hydrorion afgebeeld in een dynamische pose zoals voorgestaan door Robinson, waarin het hele lichaam als een veer gespannen is om de elastische energie te optimaliseren

Een veel waarschijnlijkere manier van voortstuwing was dat plesiosauriërs net als zeeschildpadden en pinguïns hun ledematen bewogen op de wijze van vogels en dus door het water "vlogen". Daartoe werd de vin, waarvan de voorrand schuin omlaag gericht was, met kracht naar onderen en voren geslagen zodat er een waterstroom over zowel de bovenkant als onderkant tot stand kwam. Doordat het bovenste vlak van de vin boller was en het water daar een langere weg moest afleggen, ontstond er een onderdruk boven de ledemaat die het dier naar boven en voren zoog, een toepassing van de Wet van Bernoulli. Idealiter zou bij de herstelfase de vin met de voorzijde nog meer naar beneden gekanteld zijn en daarna in een verticaler traject naar achteren en boven getrokken zodat opnieuw de heffende en voortstuwende kracht werd opgewekt. De baan van de neergaande slag werd daarbij gekruist zodat het uiteinde van de vin zo steeds achtjes zou hebben gedraaid. Overigens zou deze wijze van voortstuwing ook werken als de neergaande slag naar achteren werd uitgevoerd en de "acht" dus naar voren helde, mits de voorrand van de vin maar schuin in de waterstroom greep. Robinson vulde deze hypothese aan met een over de elastische energie die in het lichaam van plesiosauriërs zou worden opgeslagen bij de voortbewegende slag, iets wat de efficiëntie ervan nog aanzienlijk zou hebben vergroot. Segmenten van de ribbenkast, die vanwege het ontbreken van een borstbeen en dubbele ribkoppen niet makkelijk in elkaar gedrukt kon worden, zouden hebben gefunctioneerd als waren het gespannen bogen.
Hoewel de beweging bij het "watervliegen" zeer efficiënt zou zijn, rees er al snel twijfel over de uitvoerbaarheid ervan en werd Robinsons model in 1982 bekritiseerd door Samuel Tarsitano, Eberhard Frey en Jürgen Riess. De belangrijkste spiergroepen zaten bij de plesiosauriërs aan de onderkant van het lichaam op de vlakke platen van de schoudergordel en het bekken gehecht. Het zou echter zeer krachtige bovenliggende spieren vereist hebben om de vinnen sterk te heffen en in de herstelfase een ideale curve te laten beschrijven. Robinson meende dat die direct op de bovenkant van schoudergordel en bekken, diep binnen het lichaam aanwezig waren. Volgens Frey en Riess bestonden zulke spieren echter helemaal niet, ook omdat hun uitzetting de interne organen zou hebben beschadigd. Daarbij zou de vin van plesiosauriërs niet te vergelijken zijn met die van zeeschildpadden of pinguïns die een functioneel ellebooggewricht bezitten. Daarom namen ze aan dat de achterwaartse slag een vlakker traject doorliep, waarbij de punt van de vin in de cyclus als geheel een ovaal beschreef. Als de vin daarbij nog steeds wat schuin naar achteren en omhoog werd getrokken kon toch wat voortstuwende kracht worden geleverd. Het kon ook zijn dat de plesiosauriërs in een passieve fase de poten met de stroming los mee na achteren lieten bewegen waarbij de vin grotendeels horizontaal werd gehouden om de waterweerstand te verminderen en het zakken van het lichaam de ledemaat weer in een hogere positie bracht. Dit model werd zeer populair; een alternatief model van Stephen Godfrey uit 1984 waarbij deze aannam dat de voorste en achterste ledematen een diepere peddelende beweging naar achteren uitvoerden zoals de armen van zeeleeuwen, waarbij een horizontale herstelslag naar voren flink wat extra voortstuwing opleverde, kreeg veel minder aandacht.
In 2010 publiceerden Frank Sanders en Kenneth Carpenter een studie die concludeerde dat het volledig vliegende model van Robinson toch de beste verklaring bood. Frey & Riess zouden zich vergist hebben in het ontbreken van spieren boven op de schouder- en bekkengordels, hoewel die vermoedelijk niet al te sterk waren. Dit zou echter gecompenseerd kunnen zijn door de rugspieren, vooral de musculus latissimus dorsi die gezien de hoge doornuitsteeksels op de ruggengraat een aanzienlijke dikte moet hebben gehad. Daarbij bleek uit de platte vorm van de schouder- en heupgewrichten dat de beweging zeer overwegend in het verticale vlak en nauwelijks horizontaal plaatsvond. Een studie uit 2015 bevestigde dat de latissimus dorsi een belangrijke heffende spier zou kunnen zijn geweest. De voorwaartse slag zou verder aangedreven kunnen zijn door de musculus deltoideus ofwel clavodeltoides en de achterwaartse slag door de musculus coracobrachialis.

#### Vliegen met vier of met twee vinnen?

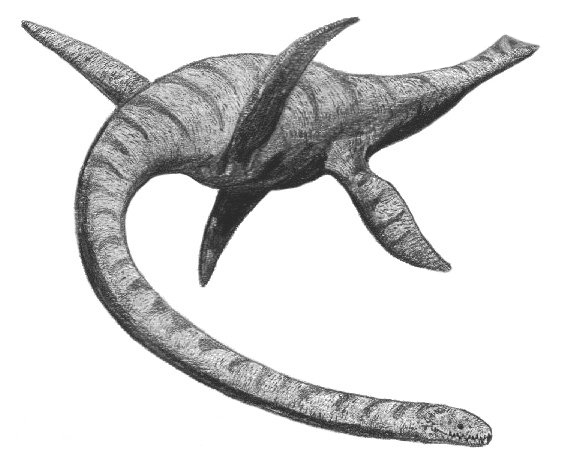
Volgens Frey & Riess sloegen de paren vinnen om beurten zoals in deze illustratie van Plesiosaurus dolichodeirus

De bekkengordel bij plesiosauriërs staat de achterste ledematen vergeleken met de voorste een meer beperkte bewegingsvrijheid toe, vooral in de verticale richting die de meeste stuwkracht kan opleveren. Bij zeeschildpadden is dat ook het geval en daar leidt dit tot een duidelijke rolverdeling: de voorste ledematen zorgen voor de voortstuwing terwijl de achterste als passief roer dienen. In 2000 stelde Theagarten Lingham-Soliar dat dit bij plesiosauriërs ook het geval was. De vinnen zouden zich in een driehoek bewogen hebben: een verticale voortstuwende fase werd gevolgd door een inefficiënte horizontale roeibeweging naar achteren waarna de herstelslag de vin weer op gewrichtshoogte bracht. Omdat bij het heupgewricht het dijbeen maar weinig omlaag kon worden gebracht, zou de herstelfase bij de achtervin ook vrijwel horizontaal hebben gelopen zodat het bij elkaar nauwelijks de moeite zou hebben geloond de achterste ledematen in beweging te brengen. Een scheiding tussen de voortbewegingsfunctie en de stuurfunctie had volgens hem het grote voordeel dat beide taken optimaal konden worden uitgevoerd. Daarbij zou dan een verkwistende extreme stampende beweging van de romp als geheel voorkomen worden en zo de stabiliteit vergroot. Lingham-Soliar verwierp Robinsons gedachte dat elastische energie, waarbij zulke vervormingen van het lichaam door een veerkrachtige reactie van het lijf juist nuttig konden worden uitgebuit, een belangrijke rol speelde. Daar zouden de skeletelementen te hecht met elkaar verbonden voor zijn geweest en de botten op zich te weinig flexibel.
In 2004 berichtte Sanders echter dat bij experimenten, waarbij twee aan elkaar gekoppelde menselijke zwemmers het plesiosauriërlichaam nabootsten, gebleken was dat een dubbele voortstuwing redelijk stabiel was en een licht golvende stampbeweging tamelijk efficiënt. De verminderde beweeglijkheid bij het heupgewricht zou daarbij slechts zeer relatief geweest zijn. Dat juist de oudste bekende soorten grotere achterste ledematen hadden, was een bijkomende aanwijzing dat die actief gebruikt werden. Wat het sturen betreft, zou een aandrijving van de achtervinnen de controle bij het stampen juist sterk verhoogd hebben en zelfs bij het rollen, mits de vinnen van de linkerhelft een tegengestelde kracht konden uitoefenen aan die van de rechterhelft. Bij het gieren, de zijdelingse beweging, konden nek en staart als stuurvlakken belangrijke hulp bieden, zeker als de staart bovenop met een verticale stuurvin was uitgerust.
Als beide paren vinnen actief gebruikt werden, roept dat de vraag op hoe beide bewegingen gecoördineerd werden. Meestal wordt er eenvoudigheidshalve van uitgegaan dat er geen draf (kruiselingse beweging) of telgang (per linker- of rechterhelft) plaatsvond maar dat de ledematen per paar werden ingezet. Het populairste model, onder andere voorgestaan door Frey en Riess, is dat de paren afwisselend hun slagen uitvoerden. Zo werd een meer constante voortstuwing bereikt die optimaal was voor een hoge kruissnelheid. In 2010 wezen Sanders en Carpenter er echter op dat juist het uitglijden na iedere slag veel efficiënter was. Daarbij zou bij een afwisselende slag het achterste paar last hebben van de turbulentie van het voorste paar. Ook zou het stampen onnodig versterkt worden. Een gelijktijdige slag met alle vier de vinnen zou dan meer voor de hand liggen. Het is ook goed mogelijk dat de slagwijze aan de omstandigheden werd aangepast. Bij een achtervolging werd dan een afwisselende slag toegepast, bij een hinderlaag een gelijktijdige slag om een pieksnelheid te bereiken. Bij het speuren naar een prooi over grotere afstand kostte een combinatie van een gelijktijdige slag met lang uitglijden de minste energie. Een studie uit 2017 door Luke Muscutt, waarmee gebruik werd gemaakt van een robot, concludeerde dat de achtervinnen actief werden ingezet wat een verhoging van de stuwkracht opleverde van 60% en van de efficiëntie van 40%. De grootste stuwkracht kon geleverd worden als de achterste flippers iets na de voorste flippers uitgeslagen werden: het zog daarvan werkte juist voordelig. Er zou echter geen optimale fase voor alle soorten en omstandigheden zijn geweest: die werd vermoedelijk gevarieerd zoals de situatie vereiste.

#### Snelheid

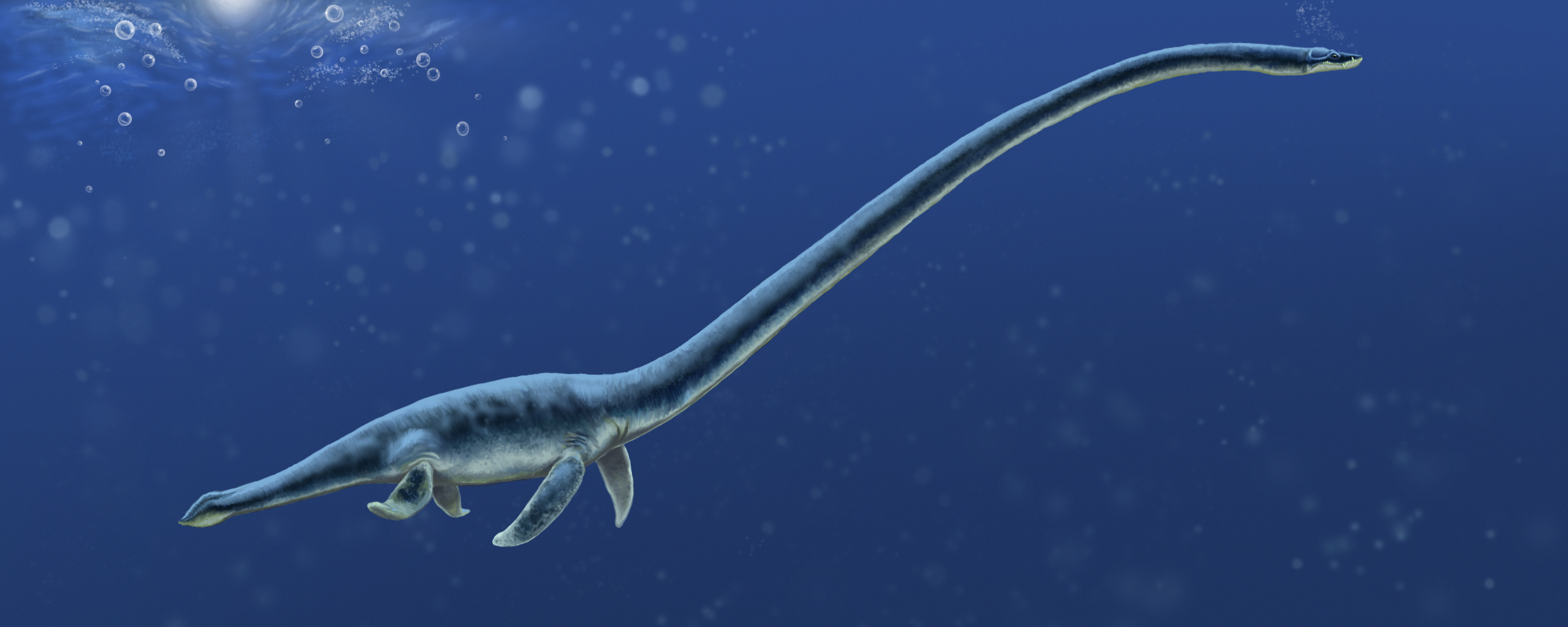
De lange nek van Albertonectes duidt op een lage snelheid

Het is zeer lastig de maximumsnelheid te bepalen van uitgestorven zeedieren. Bij plesiosauriërs zou deze afhangen van de precieze zwemwijze waarover geen overeenstemming bestaat en wat de waterweerstand betreft van het Getal van Reynolds waarover geen exacte gegevens te verkrijgen zijn. De gevonden huidresten lijken erop te wijzen dat schubben ontbraken, of althans zeer plat waren, wat turbulenties zal hebben verminderd en de snelheid verhoogd door een verlaging van de drukweerstand. De wrijvingsweerstand kan verder verlaagd zijn door een structuur van het huidoppervlak die voorkwam dat een laminaire stroming overging in een turbulente stroming; wellicht dat aangetroffen huidrimpels deze functie hadden. De pieksnelheid zou behaald kunnen worden in een korte anaerobe inspanning die echter niet lang zou kunnen worden volgehouden wegens verzuring van de spieren.

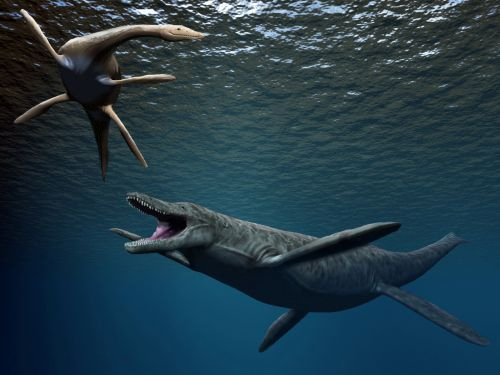
Pliosauridae als Kronosaurus waren het snelst en konden zo prooien inhalen

Wel is het mogelijk een heel ruwe schatting te geven van de maximale kruissnelheid uitgaande van de hoeveelheid energie die het lichaam in een aerobe verbranding langdurig kan genereren en een simpel model van de lichaamsvorm waarbij men die laat benaderen door een prolate sferoïde. Zo'n geometrisch lichaam heeft een redelijke stroomlijn die in de meeste illustraties ook aan plesiosauriërs gegeven wordt. De hoeveelheid energie hangt af van de stofwisseling, of het dier koudbloedig of warmbloedig was. Een eerste studie hiernaar werd in 1988 gepubliceerd door Judy Massare. Daarbij ging ze uit van een vrij lage hydrodynamische efficiëntie, de mate waarin de energie nuttig wordt omgezet in een voorwaartse beweging, voor plesiosauriërs van ongeveer 0,65. Bij een hoge stofwisseling resulteerden Massares berekeningen in een zeer hoge kruissnelheid van ongeveer vier meter per seconde of veertien kilometer per uur. Weliswaar relativeerde ze dat door te wijzen op de extra weerstand die de vinbeweging zou veroorzaken maar het overtreft de aangenomen kruissnelheden voor moderne dolfijnen en walvissen. De uitkomsten werden desalniettemin algemeen aanvaard totdat Ryosuke Motani in 2002 aantoonde dat Massare een aantal fouten had gemaakt in de toegepaste formules. Een herberekening resulteerde in een snelheid van een halve meter per seconde (1,8 km/h) voor een koudbloedige plesiosauriër en een van anderhalve meter per seconde (5,4 km/h) voor een warmbloedige plesiosauriër. De laatste snelheid is volgens Motani een derde lager dan bij bestaande walvisachtigen.
Hoewel de absolute snelheden van Massare onjuist bleken te zijn, blijven haar schattingen voor de relatieve snelheid ten opzichte van andere groepen relevant. Plesiosauriërs zouden 20% langzamer gezwommen hebben dan ichthyosauriërs maar 5% sneller dan Mosasauridae. Dit weerspiegelt de relatieve efficiëntie van hun bewegingswijze. Ichthyosauriërs maakten een heel efficiënte tunniforme beweging waarbij alleen de staart een oscillatie uitvoert net als bij de huidige tonijn. Voor mosasauriden werd indertijd een inefficiënte anguilliforme beweging aangenomen waarbij het hele lichaam in een voortstuwende golf als een aal kronkelt. Plesiosauriërs zaten daar qua efficiëntie net tussenin.
Onderling zullen de plesiosauriërs in belangrijke mate in hun snelheid verschild hebben. Elasmosauriden hadden bijvoorbeeld vrij stompe vinnen met een geringe vleugelslankheid, wat de waterweerstand verhoogt, terwijl de nek zo lang was dat dit geen stroomlijnvoordelen meer opleverde maar juist een nog hogere weerstand door een te extreme glijverhouding. Zij waren daarmee vermoedelijk een stuk langzamer dan pliosauromorfe soorten maar konden wel makkelijker rollen.

#### Duiken

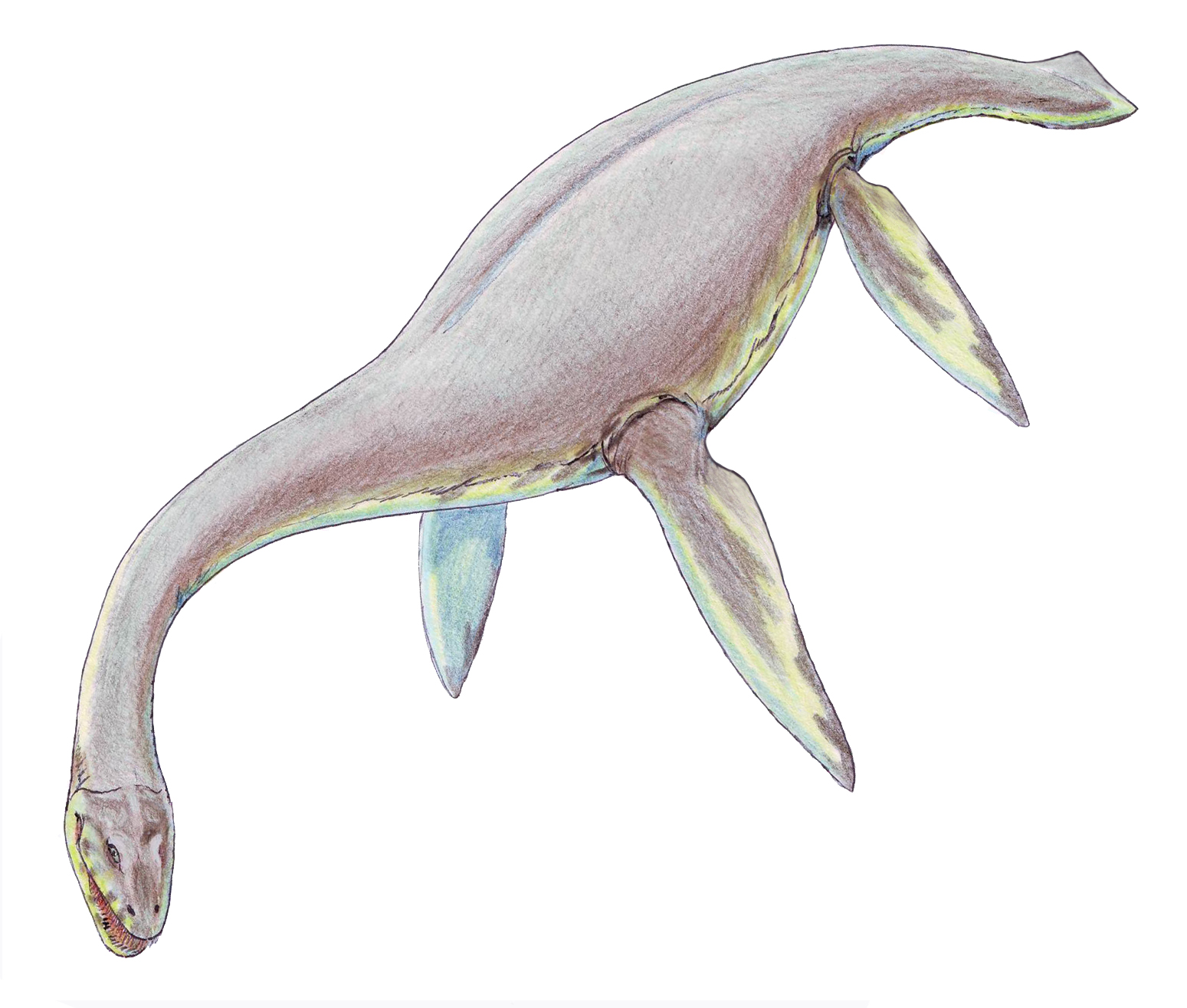
Cryptoclidus wordt wel gezien als een dieper duikende soort

Plesiosauriërs zullen meestal vrij dicht onder het wateroppervlak hebben gezwommen, omdat daar typisch het meeste voedsel te vinden valt. Moderne lucht ademende zeeroofdieren zijn echter in staat een langdurige duik uit te voeren om ook in diepere waterlagen naar prooi te zoeken. De duiktijden variëren daarbij tussen de verschillende groepen van acht tot twintig minuten. Om dergelijke lange onderbrekingen van de ademhaling mogelijk te maken, worden verschillende methoden toegepast zoals het opslaan van zuurstof in de spieren, het vertragen van de hartslag, het laten inklappen van de longen en het beperken van de doorbloeding in niet direct vitale organen. Tot nu toe zijn er weinig aanwijzingen gevonden in hoeverre plesiosauriërs hiervoor aanpassingen bezaten wat het onmogelijk maakt tot een gefundeerde schatting van de maximale duikdiepte te komen, maar dat ze doken blijkt uit sporen van caissonziekte, veroorzaakt door het vormen van stikstofbellen in het bloed door de decompressie bij het opstijgen uit grotere diepte. De koppen van zowel de opperarmbeenderen als de dijbeenderen laten het afsterven van botweefsel zien. De wervels tonen zulke beschadigingen niet. De typische dubbele grote aderopeningen in hun onderkant, de foramina subcentralia, worden als een beschermende aanpassing gezien: hoe beter de doorbloeding des te geringer de kans op negatieve effecten. Overigens kan uit de mate van schade niet worden afgeleid hoe diep er gedoken werd: die kan het gevolg zijn van een groot aantal ondiepere duiken of een kleiner aantal diepe.
Het duiken zou gemakkelijker geweest zijn als het lichaam een dichtheid had hoger dan het water, een zogenaamde negatieve archimedeskracht. Dat voordeel draagt dan weer het nadeel met zich mee dat bij het opstijgen geen ondersteunende opwaartse kracht wordt ondervonden. De beenderen van jonge plesiosauriërs tonen bij sommige exemplaren pachyostose, een extreme verdichting van het botweefsel. Wellicht dat dit ten doel had de gemiddelde dichtheid van het lichaam als geheel te vergroten. Bij volwassen exemplaren is het typisch meer sponsachtig. Van de gastrolieten is wel gedacht dat ze dienden om de romp te verzwaren of zelfs om een exact neutraal drijfvermogen te bereiken door ze afwisselend in te slikken of uit te spuwen.
Het is ook wel geprobeerd het duikvermogen uit de grootte van de ogen af te leiden. De Cryptocleididae, waarbij deze erg groot zijn, zouden dan in diepere waterlagen hebben kunnen afdalen.

### Stofwisseling: waren plesiosauriërs koudbloedig of warmbloedig?
Van veel groepen uitgestorven reptielen die vroeger als vanzelfsprekend als koudbloedig werden gezien, wordt tegenwoordig aangenomen dat ze warmbloedig waren, zoals de dinosauriërs en de pterosauriërs. Ook over de plesiosauriërs is men begonnen zich af te vragen of die warmbloedig waren. Bij de heersende landdieren en vliegende dieren van het Mesozoïcum ligt het voor de hand een hoge stofwisseling aan te nemen omdat zonder een hoog activiteitsniveau en voedselbeslag hun dominantie lastig verklaard kan worden. Bij zeedieren is dit verband echter niet zo evident. Zwemmen is vergeleken met lopen namelijk een zeer efficiënte wijze van voortbeweging zodat ook een dier met een lage stofwisseling nog lange afstanden kan afleggen. En terwijl vliegende dieren hun op zich zeer efficiënte vlucht slechts kunnen aanvangen door met een grote inspanning het luchtruim te kiezen, kan een zeedier zich permanent in een zwemmende toestand houden.
Toch hebben verschillende onderzoekers geconcludeerd dat plesiosauriërs althans in zekere mate een verhoogde stofwisseling bezaten. Ook als het concurrentievoordeel van warmbloedigheid voor zeedieren minder was, zou het volgens hen aan de top van de voedselketen op den duur toch een beslissend voordeel geboden hebben ten opzichte van koudbloedige dieren. Kleinere dieren kunnen vaak niches vullen waarvoor een laag metabolisme voldoende is, bijvoorbeeld wanneer voedsel in ruime mate zonder veel inspanning verworven kan worden of als een roofdier zijn prooien kan verschalken door alleen maar passief in een hinderlaag te liggen. De grootste dieren zouden echter steeds actief hun positie als apexpredator hebben moeten verdedigen. Zulke niches worden tegenwoordig ingenomen door volledig warmbloedige zeezoogdieren of door soorten die althans voor de belangrijkste aandrijvende spieren een constante temperatuur handhaven in de kern van hun lichaam, zoals de lederschildpad, tonijnen en grote haaien. Voor plesiosauriërs zouden dus slechts twee wegen hebben opengestaan voor een succesvolle levenswijze: of volledige of gedeeltelijke warmbloedigheid. Dit is echter niet onomstreden: er zijn ook geleerden die verdedigen dat zelfs voor de grootste roofdieren het leggen van hinderlagen alleen voldoende kan zijn geweest.
Een methode om de hoogte van de stofwisseling meer direct te bepalen is het onderzoeken van de botstructuur. De ruimere groep waartoe de Plesiosauria behoren, de Sauropterygia, had volgens een studie uit 2010 wellicht oorspronkelijk al fibrolamellair bot, in een snelle groei afgezette beenlagen die duiden op een hoog metabolisme. Een onderzoek uit 2013 vond dat niet bij Nothosauridae maar wel bij vroege Pistosauria. Bij de plesiosauriërs zelf wordt een vergelijking echter bemoeilijkt door de pachyostosis, die het lastig maakt vast te stellen wat de botstructuur zonder de verdichting zou zijn geweest. Als een verder argument voor warmbloedigheid wordt wel het enkele feit gezien dat plesiosauriërs in water leefden. Dat geleidt warmte zo goed dat zuiver koudbloedige reptielen zeer snel afkoelen. Moderne zeeleguanen moeten regelmatig voor langere tijd het land opzoeken om al zonnende hun lichaamstemperatuur weer op een niveau te brengen waarop hun enzymen werken. Voor de enorme plesiosauriërs was deze methode echter niet praktisch omdat — als ze al konden zonnen — hun lichamen wegens de grootte dagen nodig zouden hebben gehad om op temperatuur te komen. Deze redenering vooronderstelt echter dat ze enzymen bezaten die binnen hetzelfde temperatuurinterval werkten als die van landreptielen. Dat hoeft niet zo te zijn geweest: bij bepaalde vissen werken de enzymen juist het best bij lage temperaturen. In ieder geval kwamen Plesiosauria ook op hoge breedtegraden voor, terwijl voor de toenmalige groepen mariene krokodillen wordt aangenomen dat ze koudbloedig waren omdat hun leefgebied zich beperkte tot warme wateren. Een studie uit 2018 naar de botstructuur vond een dichtheid van de bloedvaten die wijst op een zeer snelle groei, vergelijkbaar met die van moderne vogels. Al basale Eosauropterygia zouden warmbloedig zijn geweest.

### Voortplanting

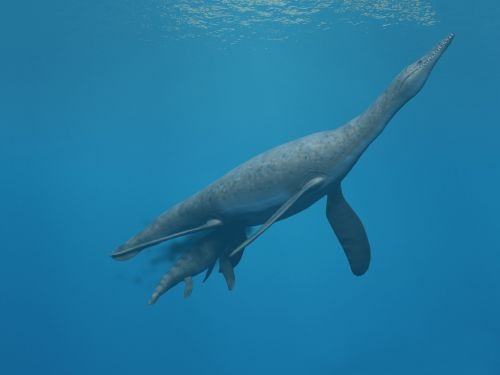
Polycotylus baart een jong

Omdat het reptielen waren, nam men lange tijd aan dat plesiosauriërs eieren legden. Moderne zeereptielen zoeken daarvoor het land op; zeeschildpadden laten hun eieren achter in een kuil op het strand. Op gelijksoortige wijze zouden ook plesiosauriërwijfjes hun lichamen over de vloedlijn geschoven hebben om hun nageslacht aan het zand toe te vertrouwen. Het bezit van vier functionele ledematen en de vrij platte bouw zou het de dieren mogelijk hebben gemaakt, hoe onbeholpen ook, zich enigszins over een vlakke ondergrond voort te bewegen.
Dit scenario werd door sommigen echter sterk betwijfeld. Juist de vlakke onderkant zou een enorme wrijving hebben opgeleverd en de vinnen, die geen functionele knie- of ellebooggewrichten meer hadden, leken zeer slecht geschikt om het hele lichaam het water uit te hijsen. Zeker bij de allergrootste soorten, die enkele tientallen tonnen kunnen hebben gewogen, lijkt het onvoorstelbaar dat ze een stranding zouden hebben kunnen overleven. De ichthyosauriërs, ook zeereptielen, lieten een duidelijk alternatief zien: ze waren levendbarend zoals bleek uit de vondst van gefossiliseerde grote embryo's in het moederlichaam. De eerste die plesiosauriërembryo's meldde, zij het vrij kleine, was Seeley in 1887: hij meende er vier tot acht aangetroffen te hebben in een nodule, ofwel knol. In 1896 beschreef hij de vondst in meer detail. De ontdekking kreeg weinig aandacht en in 1982 toonde Richard Anthony Thulborn aan dat Seeley zich vermoedelijk had laten misleiden door met sediment gevulde nesten van kreeftachtigen die door een fossielenhandelaar wat waren 'verbeterd' om ze het aanzien van skeletjes te geven. Kort daarna echter, in 1987, vond Charles Bonner een specimen, LACM 129639, van Polycotylus latippinus dat de resten van een embryo in de buikholte had. De vondst werd in 2011 gemeld door Robin O'Keefe. Kennelijk ging het niet om een maaltijd, zoals bij een plesiosauriërembryo dat in 2009 gemeld werd aanwezig te zijn in de maag van een ichthyosauriër. Het jong van Polycotylus had een aanzienlijke lengte: ongeveer anderhalve meter bij een moederdier van vijf meter lang. Dit zou wijzen op een zogenaamde k-strategie in de voortplanting waarbij een belangrijke ouderlijke broedzorg geconcentreerd wordt in een klein aantal nakomelingen om daarvan de individuele overlevingskans te vergroten. Ook maakt het een stuk waarschijnlijker dat plesiosauriërs warmbloedig waren. De energiekosten van de daarmee samenhangende snelle groei kunnen namelijk veel beter gedekt worden als de eerste fase daarvan in het moederlichaam plaatsvindt.

### Sociaal gedrag en intelligentie
Dat plesiosauriërs levendbarend waren, vormt een van de belangrijkste aanwijzingen die we hebben over hun sociaal gedrag. Dat (een van) de ouders het jong zou hebben kunnen verzorgen, wijst op een zekere mate van sociale interactie. Het is mogelijk dat die zich ook tussen volwassen dieren voordeed en dat plesiosauriërs in groepen leefden.
De hersengrootte levert echter geen bewijs op voor een speciaal complex sociaal gedrag. De hersenpan was ongeveer zo groot als voor een reptiel verwacht mag worden. Wel is het mogelijk dat warmbloedigheid, gekoppeld aan een goede zuurstofvoorziening, gunstig was voor een verhoogde hersenactiviteit. Van de zintuigen waren vooral het gezicht en de reuk goed ontwikkeld, het gehoor minder; zo verloren sommige Elasmosauridae de stapes van het oor. De buitenwand van de snuit was voorzien van een netwerk van zenuwkanalen die gediend kunnen hebben als druksensoren of elektroreceptoren om een prooi waar te nemen.

### Ziekte en ouderdom
Bij sommige skeletten kunnen pathologieën worden vastgesteld, afwijkingen die het gevolg zijn van ziekte of ouderdom. In 2012 werd een onderkaak beschreven waarbij in het kaakgewricht duidelijk sprake was van slijtage ten gevolge van artritis, een ouderdomsverschijnsel.